# 臺灣鐵道史

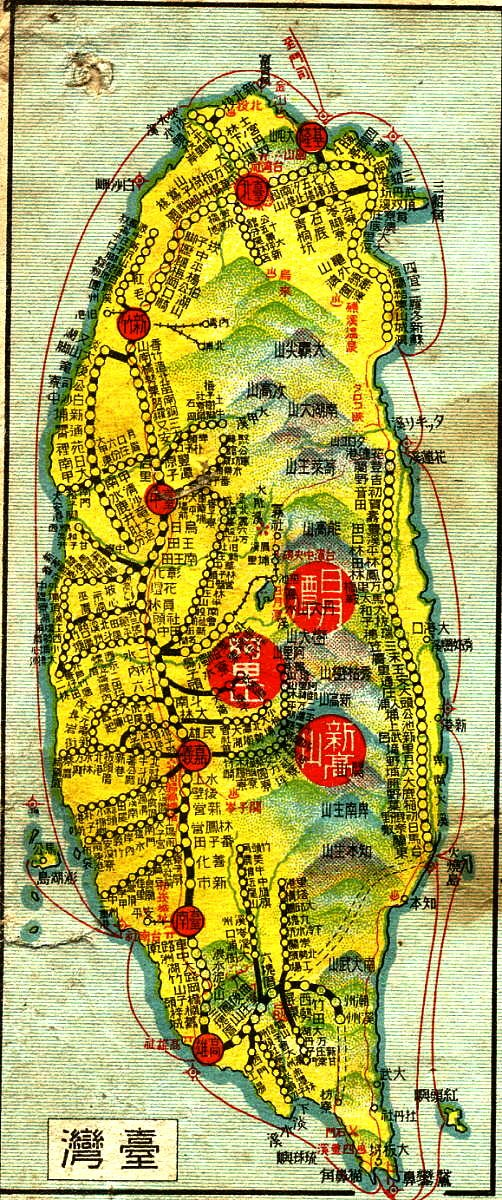
日治時期的臺灣鐵道地圖

臺灣鐵道史，又稱臺灣鐵路史，可以追溯至臺灣清治時期晚期，一般以清朝臺灣首任巡撫劉銘傳於1887年成立全臺鐵路商務總局鋪設臺灣鐵路為開始:27，但在1877年時基隆八斗子煤礦鋪設了輕便鐵道運送煤礦，為臺灣的第一段鐵路:69:22，一般客貨運鐵路仍以劉銘傳所倡建的鐵路最早。清朝官鐵開通的路段為基隆經臺北到新竹，由於設備簡陋，沒有辦法行駛大型蒸汽機關車，且多處軌道在清軍撤退及日軍登陸的過程中遭到破壞，因此修繕的工程「幾乎跟重新蓋一條鐵路沒兩樣」，目前臺灣鐵路體系的形成主要是奠基於日治時期:4。
日治時期除了官營鐵路外，尚有各地的輕便鐵路:4。日治時期臺灣與大日本帝國的其他地方逐漸形成陸海空的交通聯運網，而且鐵道部還出版旅遊書《臺灣鐵道紀要》、《臺灣鐵道旅行案內》宣傳臺灣的風景名勝和推廣鐵道旅遊:66、67。但是由於鐵道部各項計畫的預算經常遭到臺灣總督府財務局及日本帝國議會刪減，常無法照計畫實行並達到預定效果，導致鐵路在「速成延長主義」下基礎建設不足，日後保養與改良亦難以確實。在1936年縱貫線軌條有六成為使用了二、三十年的老舊軌條，對列車行駛與安全都造成了影響:137、138。在中日戰爭爆發的前夕（1937年左右），臺灣官鐵在線路品質上已遜於日本國鐵、南滿州鐵道、朝鮮鐵道。
進入戰後時期後，由於年久失修與戰爭的破壞，故剛開始著重於鐵路的修復，後來才開始興築新的鐵路路線，如臺鐵的北迴線、南迴線與台糖的玉左線、南北平行預備線等。然而另一方面隨著公路交通的發展與產業的變遷，臺灣的鐵路運輸逐漸衰退，尤以各地的產業鐵路為最──例如糖業鐵路在1982年停辦客運，貨運功能在2010年代僅剩虎尾糖廠馬公厝線仍在運作。而從1980年代開始，台北捷運、高雄捷運、台灣高鐵與高雄輕軌的籌建使得臺灣的鐵路體系又進入另一個階段。

## 清治時期
臺灣目前可知最早興建的鐵道是建於光緒二年（1876年）的基隆八斗子，為了運送所產的煤礦而興建的輕便鐵道，這條輕便鐵道的設計者摩利臣（Gabriel James Morrison）於光緒二年（1876年3月）來到基隆，規劃從礦場通到港口的路線:68。光緒二年年底正在臺駐守的福建巡撫丁日昌於十一月十八日（1877年1月2日）從臺灣府（今臺南）北上基隆視察煤礦，其中亦有包含這條輕便鐵道，但這條輕便鐵道剛開始使用的動力是獸力而非蒸汽機車:68，不過光緒三年二月初一（1877年3月15日）的《申報·福州瑣聞》報導仍提到這條鐵路運煤「車行甚速，似可不假人力；觀者每日總有數百人」:22。後來在劉銘傳興建臺灣鐵路後（1888年），這條鐵路也引進了蒸汽機車（德國霍恩索倫機車廠製造，出廠序號447）:68。
而除了這條鐵路外，福建巡撫丁日昌亦在光緒三年（1877年）上〈籌辦臺灣輪路奏〉，計畫鋪設從臺灣府城安平（今臺南市安平區）到打狗旗後一帶（今高雄市南鼓山、旗津區一帶）的鐵路以利於運送兵餉，為此並將被拆除的吳淞鐵路鐵軌等材料自上海搬來臺灣，並向板橋林家的林維源、林維讓勸捐了50萬銀元（36萬兩），但這項計畫最後仍因經費不足、吳淞鐵路鐵軌長度不夠用又無法補足等問題而停擺，而板橋林家的捐款後來被挪去河南賑災:15:66、68:22，吳淞鐵路的鐵軌則擺在安平港因露天堆置而表面生出鏽色，直到光緒九年九月（1883年10月）才由招商局日新輪搬回上海，後由普濟輪載到天津，之後可能送到旅順作為建港工程列車所用的鐵道:37、38:3。

### 臺灣鐵路

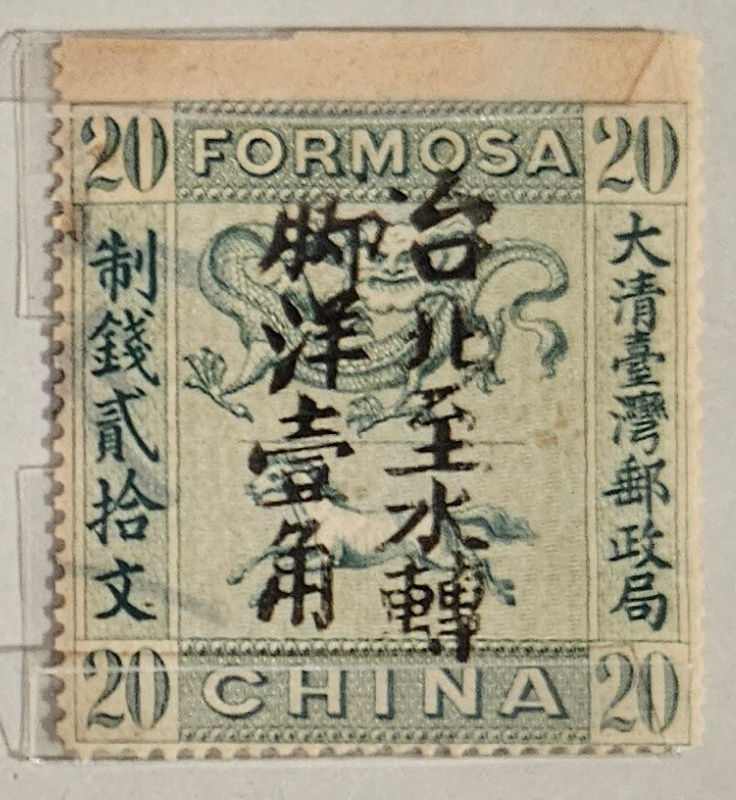
臺灣鐵路的車票（臺北到水轉腳）

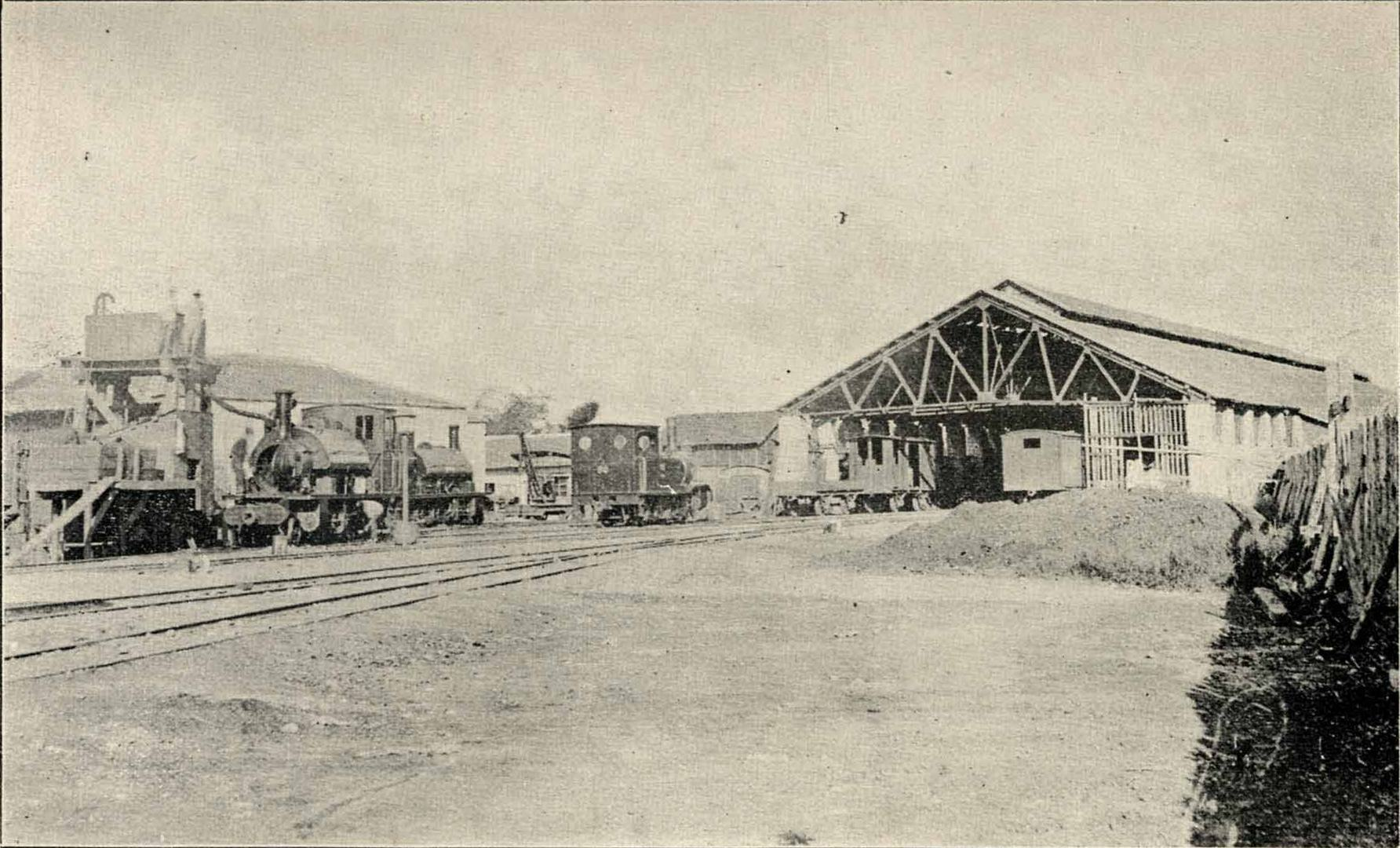
清代興建的臺北火車碼頭（日治時期拍攝）

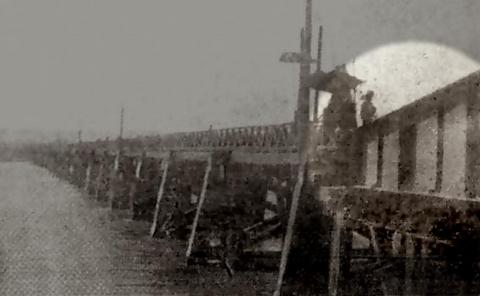
清代興建臺北往新竹路段的淡水河橋，圖右即是可以水平旋開的鋼梁結構。該橋原址為後來的臺北大橋。（日治時期拍攝）

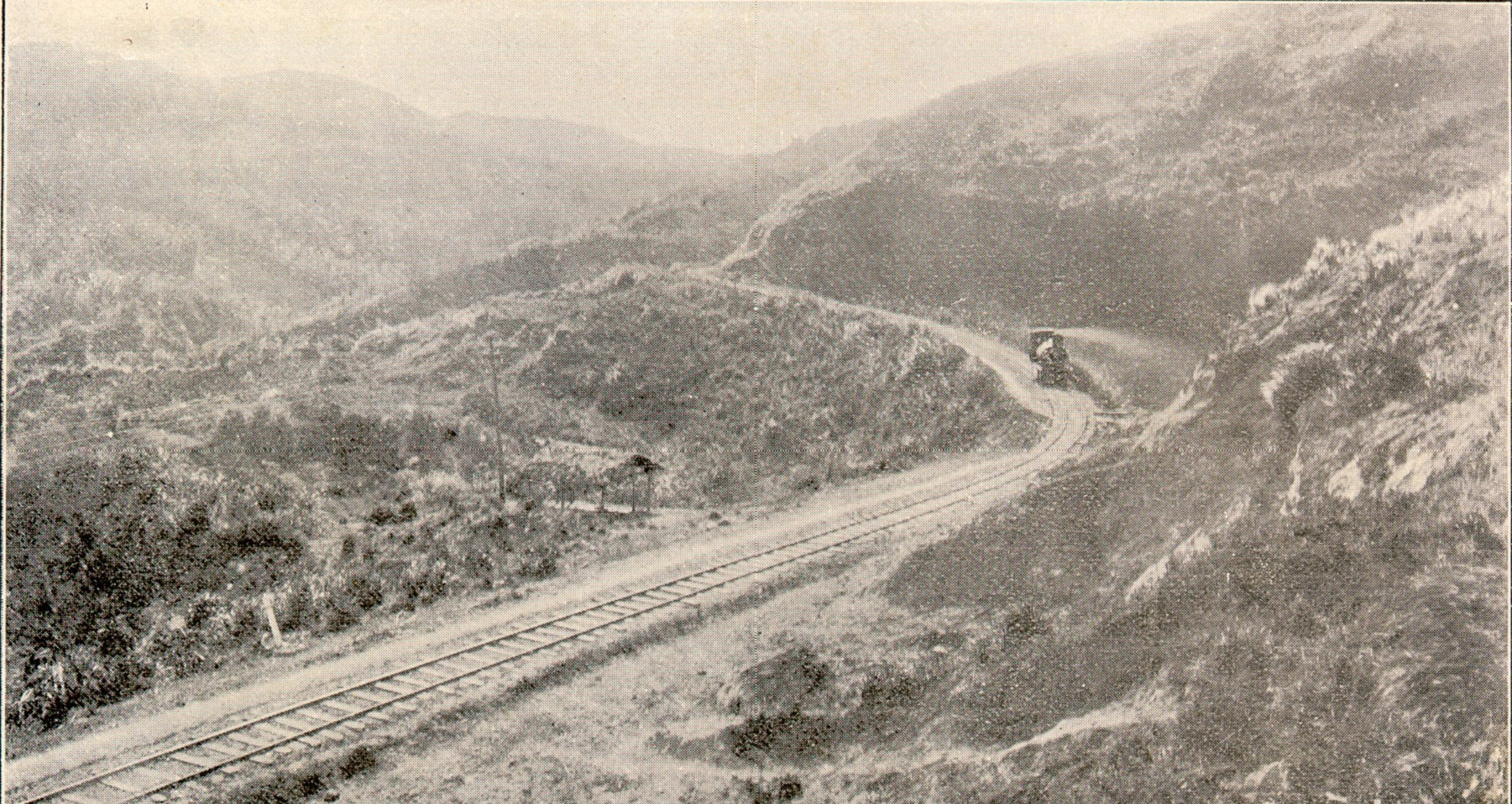
清代興建的臺灣鐵路龜崙嶺路段（日治時期拍攝）

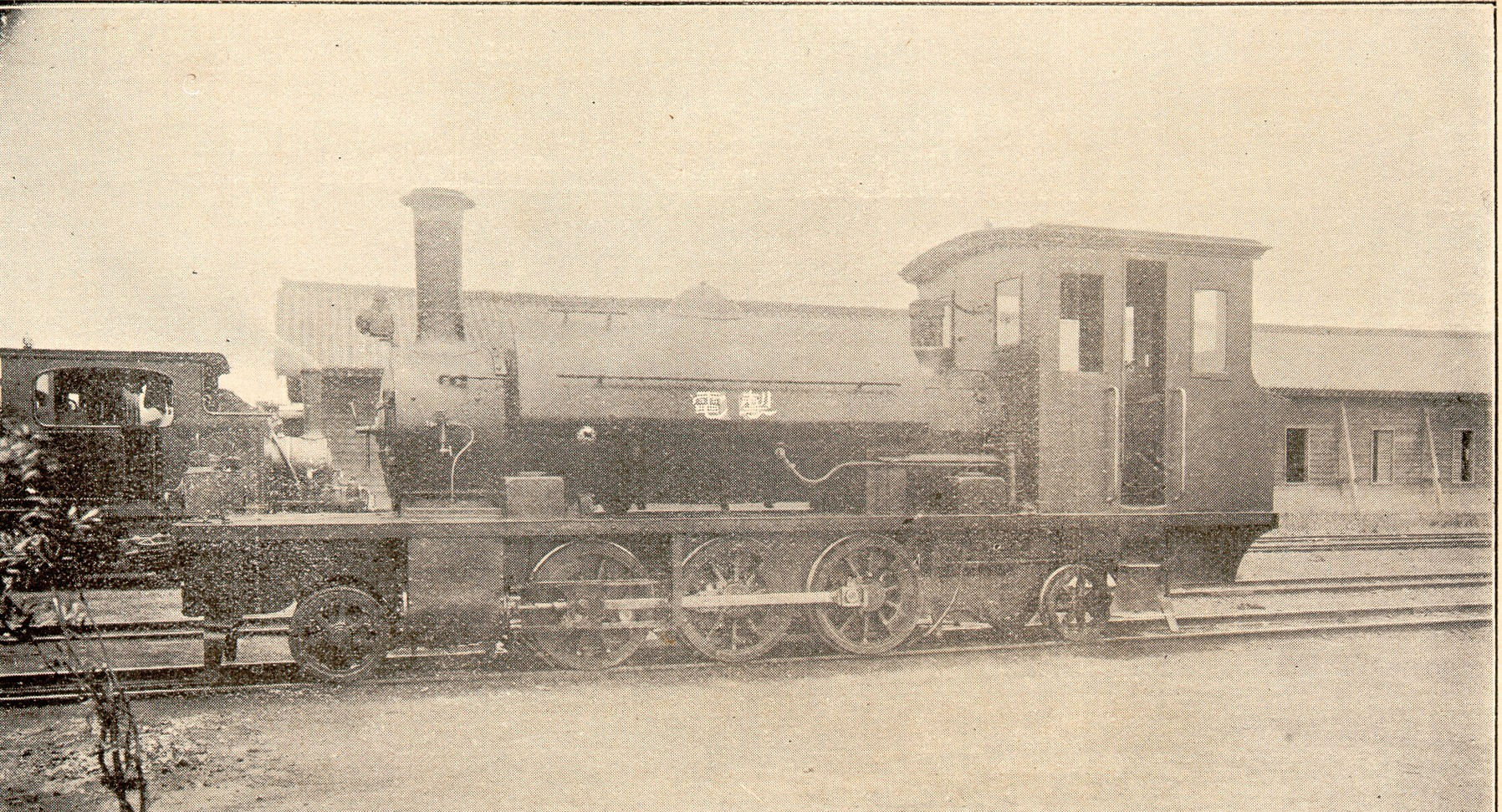
掣電號（掣電六號） (Note: 此張「掣電」號機車攝影年代應在日本時代1902～1905年間，近年出土的原始照片可清楚見到車身上有銅字車號「10」，並無「掣電」二字。這輛機車在清朝劉銘傳時代購入時，編為五號機。此照片曾出現於《臺灣鐵道史》一書中，但不知為何番號被塗改成「掣電」，造成鐵道史研究者莫大的誤導。現在若將圖片電子檔放大，於「掣電」二字下方仍隱約可看出阿拉伯數字「10」的字樣。)，英國製，光緒十九年（1893年）夏運至臺灣，配置於臺北－新竹路段。

在丁日昌之後，臺灣首任巡撫劉銘傳於光緒十三年三月廿日（1887年4月13日）上呈〈擬修鐵路創辦商務摺〉，再次提出在臺興建鐵路的請求，而在清朝政府於該年四月廿八日（1887年5月20日）允許後，劉銘傳遂在臺設立「商務局」興築鐵路:70。而對於丁日昌時期的經費不足問題，劉銘傳則試著仿照開平鐵路採用「官督商辦」的模式來解決:72，而在劉銘傳的〈臺灣鐵路商務奏〉之前，上海《申報》在光緒十二年四月十六日（1886年5月19日）便已報導臺灣有興建鐵路的打算，而前駐臺英國領事施本思則表示願代中國辦理此事，而美國旗昌洋行亦有意爭取此一工程，最後基隆到臺北路段是由上海德商泰來洋行與山打士兩家承辦:79、80:76。但實際上由於經費募集問題，除了火車客車向英德二國訂購，並由商務局興建鐵橋外，土地是由政府徵收取得，工程則由兵工負責修造，車站與車庫等設備也是由政府興建，後來因「商辦」已不可行，最終還是回歸到「官督官辦」:72。
據當時的美國記者禮密臣（James W. Davidson）報導，鐵路工程在1887年3月動工，為平息議論，劉銘傳親自陪德籍工程師貝克（Becker）進行路基測量，並將機器局設於大稻埕（今臺北市大同區），築路工程亦由此開始:80。光緒十三年五月廿一日（1887年7月11日）《申報》報導負責鐵路工程的兵工來自銘字右軍左營、中營與昌字營等每日各出一半的兵力從基隆開工（獅球嶺隧道工程），由於預定路線經過墳場，且有許多墳墓在官府告示後未有人前來遷葬，而兵工挖出的骨骸就棄置路旁:80:80。而在北基段鐵路施工的同時，也開始進行往新竹方向的鐵路路基調查，而光緒十四年（1888年）年初的路基探勘已經南至葫蘆墩一帶（今臺中市豐原區），其探勘路線大約是從鳳山崎（今新竹縣新豐鄉）至新竹縣城（今新竹市），再南至苗栗縣城（今苗栗縣苗栗市），經三叉河（今苗栗縣三義鄉）、大甲（今臺中市大甲區）、葫蘆墩，然後計畫讓鐵路通過原規劃的臺灣省城:82。另外光緒十三年年底到十四年，有不少鐵條等工程材料自英國運到基隆與淡水。
光緒十四年七月十八日（1888年8月25日），騰雲號與御風號開始在已完工的大稻埕到錫口（今臺北市松山區）路段試運轉，吸引民眾圍觀，為維持秩序官府還派出了兵勇:88:88。而在十一月十六日（12月18日）時，公布了〈臺灣鐵路章程〉，此日也是臺北到錫口路段正式營運的日子:95。後來路線逐漸延伸，途經南港、水返腳（今新北市汐止區），光緒十五年（1889年）已到五堵、六堵一帶，而四月初一（1889年4月30日）時，營業路段也延伸到了水返腳:91。而在此同時北基段最為艱鉅的獅球嶺隧道工程仍在進行，自光緒十三年動工後兵工的因中暑與疾病致死的死亡率高達六、七成:83，連帶兵的記名提督劉朝幹也在光緒十四年病逝，由竇雨村接手:99。而為了確實監工，據《申報》（1889年5月24日）報導竇雨村在獅球嶺上搭草屋居住，除每日實地查看外，也會獎賞酒食給勤勞者，此外當時三營1500人的兵力，一半用於開鑿隧道，另一半則是在興築獅球嶺砲臺:98。到了光緒十五年（1890年），獅球嶺隧道終於鑿通，據上海《申報》的〈山洞已開〉報導（1890年5月20日），該隧道計「長可百餘丈，高三丈，闊兩丈有奇」:102。而關於獅球嶺隧道，由於南口與北口的高度有落差，導致在近北口處形成「洞中有洞」的現象，而據禮密臣的報導，他認為這是指揮官不肯聽從工程師的意見所致，且令鐵路的品質降低:20、21，不過該報導中將落差寫成14呎（約4.27公尺），但實際上只有1公尺半多:95。北基段工程之後繼續進行，光緒十七年十月（1891年11月）時完工:24:15，而後第二任臺灣巡撫邵友濂於該年上任時即是在基隆上岸，於十月廿一日（1891年11月22日）黎明時搭頭等火車前往臺北，九點三刻時到:107。
另一方面，自臺北往南的鐵路路段也在進行，光緒十五年八月（1889年7月）橫跨淡水河東西岸的淡水河橋完工，全長約465公尺，是全線中最長的鐵道橋:102，而該路段中較為艱難的自海山口（今新北市新莊區）經塔寮坑（今迴龍）、龜崙嶺到桃仔園（今桃園市桃園區）路段大致沿著官道修築，由定海右營負責施工，約在光緒十七年十月底（1891年11月底）完工，之後先行通車:109。光緒十八年六月（1892年7月），鐵路已從桃仔園延伸到今天的中壢與楊梅，並隨即通車使用:107。而在鳳山溪鐵橋完工（1893年6月），鐵路延伸到新竹縣城外（1893年7月）後，臺灣鐵路的營業路段在光緒十九年十一月（1893年10月）延伸到新竹:109。但是由於經費問題，邵友濂在光緒二十年正月（1894年3月）上奏，鐵路只鋪設至新竹為止:110，而早在邵友濂上任之前，上海《申報》（1891年9月4日）便已報導因為經費問題，臺灣鐵路的中路及南路路段都暫緩辦理:119。不過在鐵路停工時，新竹到香山的鐵路路基已經建成，日治時期才鋪上鐵軌使用:110。
而對於這條臺灣最早的客、貨運鐵路，當時的清朝文人如抵臺協助修志的蔣師轍與彰化仕紳吳德功皆有不錯的評價，認為相當地快速:18，但美籍記者禮密臣則撰文抱怨有些人只買了二等票卻跑到他搭乘的頭等車廂，而且車內環境十分混雜，還有人帶一堆小雞、小豬以及許多蔬菜豬肉與各種包裹上車，而且車子在走了幾哩後就搖搖晃晃的，車速加快後更為誇張，另外車上的管理員要求驗票時有不少人沒有票，不是想在車上補票便是根本不想付，對於那些不付錢的人，管理員便拿走他們的物品抵押，此外禮密臣並寫說在貨運方面各車站報價不一，商人便會挑選附近幾個車站之中報價最低的車站託運貨物，並認為臺灣鐵路的問題，若不要外國人的幫助絕不會有太大的改善:23、24。
而在日人接收臺灣鐵路之後，對於臺灣鐵路多所詬病且有戲謔之詞，但是擔任過臺灣總督府鐵道部長的新元鹿之助則認為，臺灣鐵路是在可能範圍內盡可能地避免開挖隧道，並在獅球嶺與龜崙嶺等險要處，沿著天然地形巧妙迂迴鋪設。雖然一般人乘坐時會被路線傾斜、彎曲的程度嚇到，但以技師的角度來看，該條路線是在運用地質學知識後避開有崩壞之虞者，於地質堅硬處勇往直前而建成，至於列車搖晃顛簸與出軌問題，則是鐵路完工後未能給予適當保養，和臺灣北部多雨的氣候造成的損傷所致:27、28。

## 日治時期
1895年4月17日馬關條約簽訂後，臺灣被大清帝國割讓給大日本帝國。臺灣本島上成立臺灣民主國抵抗日方的接收，雙方爆發乙未戰爭。在乙未戰爭初期，臺灣鐵路被用來運送兵員至基隆與日軍交戰，據禮密臣的報導6月初時基隆火車碼頭裡擠滿許多逃難的民眾，士兵一下車民眾便擠上車逃到臺北去，而當時基隆內外約有一萬兩千人的士兵，而在獅球嶺砲臺於6月4日失守後，基隆的鐵道設施也隨之由日軍接掌，然而當時基隆只剩下三輛客車與幾輛貨車，沒有機車可用:275。
臺灣首任總督樺山資紀在基隆上岸後，命令技師小山保政調查臺灣鐵路的狀況，6月7日日軍進入臺北府城後，小山技師在臺北火車碼頭裡找到三臺機車，但僅一臺能修復使用，於在6月9日試運轉後，隔天正式恢復臺北與基隆間的鐵路交通:35:54:25。此外也成立初期掌管鐵路事務的臺灣鐵道線區司令部（隸屬總督府陸軍局工兵部）與鐵道課（隸屬總督府民政局遞信部）。而臺北基隆之間的鐵路雖然恢復通車，但是由於軌道與列車的狀況不佳，最初每天只能開一班往返列車，無法負擔日軍的需求，在一次超載貨物的事件中，機車無法負荷還得要工人協助推車才能繼續前進，日人遂稱臺灣鐵路是「後押火車」與「肺病火車」:35:25。當樺山資紀在6月14日下午搭車前往臺北時，列車還曾出軌兩次，耗了七個小時才抵達目的地:35:26。
臺北到新竹的鐵路路段在日後也逐漸為日軍所控制，而相對於電報線的破壞程度，鐵路設施尚屬完整:285，日軍於6月22日佔領新竹縣城後，先修復新竹到大湖口的路段，於6月28日重新運轉用來搬運糧食:286。另外小山保政技師在6月29日時曾坐火車從臺北前往新竹，此行除為了修繕路線外（該列車上載運修繕材料），也順便測試鐵路的運作狀況，而後臺灣鐵路在7月10日全線恢復運作，但在7月期間仍有抗日民軍襲擊鐵路設施，為此日軍在水返腳、海山口、桃仔園、中壢、大湖口等停車場設司令部並駐兵:287、290、293。
8月時樺山資紀向日軍大本營要求編制臨時臺灣鐵道隊管轄臺灣的鐵路，該隊由日本留守第四師團編成，內部分成本部、鐵道班、輕便鐵道班:295。鐵道隊隊長山根武亮於9月17日抵臺後，臺灣鐵道線區司令部於24日廢除，而臺灣鐵路此後直到明治三十年（1897年）3月交給「臺灣總督府民政局通信部臨時鐵道掛」前處於鐵道隊的管理下，性質上屬於軍事鐵道:295，原先僅專供軍事運輸，1896年7月7日起才在不妨礙軍事用途的前提下有限度的允許民間利用:4。
而鐵道隊除了管理清朝留下的鐵路外，也開始往南鋪設臺車軌道（軌道來自甲午戰爭後日軍已用不到的軍事鐵道），首先完成的是新竹到彰化段，之後逐漸往南部延伸:295，而1895年年底時已經完成臺南到打狗的路段，1898年2月時新竹到打狗的臺車軌道已經完成:22。這條臺車軌道（臺灣陸軍補給廠輕便鐵道）大致上是沿著日本陸軍整修過的清朝官道修建，而因為這條清朝官道由日本陸軍經手過，又稱「陸軍路」，隨著戰事逐漸減少及民間的需求，也在軍事用途之外開放民眾搭乘及接受託運貨物，直到臺灣總督府決定修築新的縱貫線鐵道。後來這條「陸軍路」變回道路，即後來的縱貫路、省道台一線前身。

### 臺灣總督府鐵道

#### 鐵道創始時期（1895年－1899年）
早在清朝的臺灣鐵路脫離軍事管理之前，首任臺灣總督樺山資紀便直陳，為了鎮壓抗日勢力、奠定統治臺灣的基礎，必須盡快興建一條正式連接臺灣南北的縱貫線鐵路，並將此列為治臺兩大要務之一。而後，在明治廿九年（1896年）2月，日本政府同意以軍費支出7萬7千3百多圓進行鐵路路線調查:30:37。調查之初先決定縱貫線要走「山線」還是「海線」，由於「海線」會經過許多河川出海口，工程難度較高，且遠離物產產出的山區，而總督府參謀又基於軍事考量認為若走海線敵軍一上岸便可迅速控制鐵路交通，遂決定採用「山線」:31:37。而調查隊在該年4月12日從臺北出發後，分組調查新竹苗栗段、苗栗臺中段、臺中嘉義段與嘉義打狗段，於6月30日提出報告，初步據估需要1千8百多萬圓，而為了縮減經費，總督府試圖用無償手段取得土地、鐵道橋使用臨時性橋樑、車站等設施也是用臨時性建築，車輛也是視日後狀況再行補足，勉強將預估經費壓縮到1千5百多萬圓，但仍相當龐大，故總督府開始傾向鐵路民營化，由民間來興建經營鐵路:31:37。
在明治廿八年（1895年）12月14日時，臺灣工業會成員真中忠直、小野金六等人便計畫提出鋪設臺灣西部鐵道的申請，但後來疑作罷，後來的史料中未見該申請案的詳細說明:106。隔年（1896年）4月時，便有渡邊甚吉等人計畫成立臺灣鐵道會社，預估將耗資8百萬圓興建新竹香山到打狗的鐵道，並希望總督府能將清朝臺灣鐵路無償撥給營運，但因為總督府認為該會社之計畫書過於草率，可能並未經過妥善評估，有投機性，遂不通過其申請案:31:38。後來又有一個規模更大的臺灣鐵道會社開始組成，參與的日本政商人士高達266人，預定發行30萬股，資本額1500萬圓，而臺灣總督府則在該年10月27日通過其申請，並提供一連串的優惠措施，除無償轉讓清朝的臺灣鐵路外，還無償轉讓或借用將來路線可能通過的官有地:31:38、39。而該會社實際開始募資時，得到的股份還高達70多萬股，遠超出原先預想，而後該會社得到總督府技師的支援，開始更為精密地探勘路線，然而到了明治卅一年（1898年）1月開始要向股東收取繳納保證金時，日本發生經濟蕭條，只有收到7萬股的部分，而後勉強增加到15萬股，但最後仍由於資金不足無法開工，於是在後藤新平等人主導下，總督府決定還是由官方興建縱貫線:31、32:39。
而在此一時期，日方開始針對北基段鐵路進行改良，而由於日方認為清朝的獅球嶺隧道一帶坡度太大，遂更改路線，並於明治廿九年（1896年）5月開挖竹仔藔隧道:36:22。該工程由陸軍臨時臺灣鐵道隊隊長山根武亮擔任監督，實際工程則交由有馬組與大倉組分別從南北兩端開挖，於明治卅一年（1898年）2月2日完工，2月13日於隧道北口舉行開通儀式:199，另外雖然當時只鋪了單線鐵道，但該隧道預留了鋪設另一路線的空間:22:36。而除了竹仔藔隧道工程外，北基段改良工程還包括路線的截彎取直:171、樟樹灣隧道（今南港隧道）工程:177、五堵－百福路段改線（該路段的改線工程一度中斷，1899年才重新動工並完成）等工程。而由於鐵道隊的改良工程，明治廿九年（1896年）12月時臺北基隆段可每日往返兩班，竹仔藔隧道完工後在明治卅二年（1899）已可每日往返四班:37。
而除了縱貫線的興建外，由於日方還希望能建立全臺鐵路網，鐵道隊遂在明治卅年（1897年）計畫進行五條路線的探勘，第一條南部線（恆春－鳳山－卑南）在1月10日從臺北出發探勘，從基隆搭船到屏東車城後照計畫完成後成員北上到花蓮搭船，再從蘇澳走陸路訪查宜蘭，之後再從基隆回臺北，順道完成第五條北部線（宜蘭－蘇澳－花蓮港:42）的部分探勘任務:37。第二條中央線（林圯埔－臺東東拔仔庄）也順利完成探勘，但這條穿過中央山脈的路線很顯然在技術上不可行，之後第三條路線（埔里－花蓮港）在1月29日自埔里開始探勘，但不久14名探勘隊成員便遭到原住民攻擊全數罹難，導致第四（新店－花蓮港）、五條路線的探勘計畫因需要經過原住民居住地區，且太魯閣一帶動盪不安而宣告放棄進行:37、38:42。

#### 縱貫線建設時期（1899年－1908年）

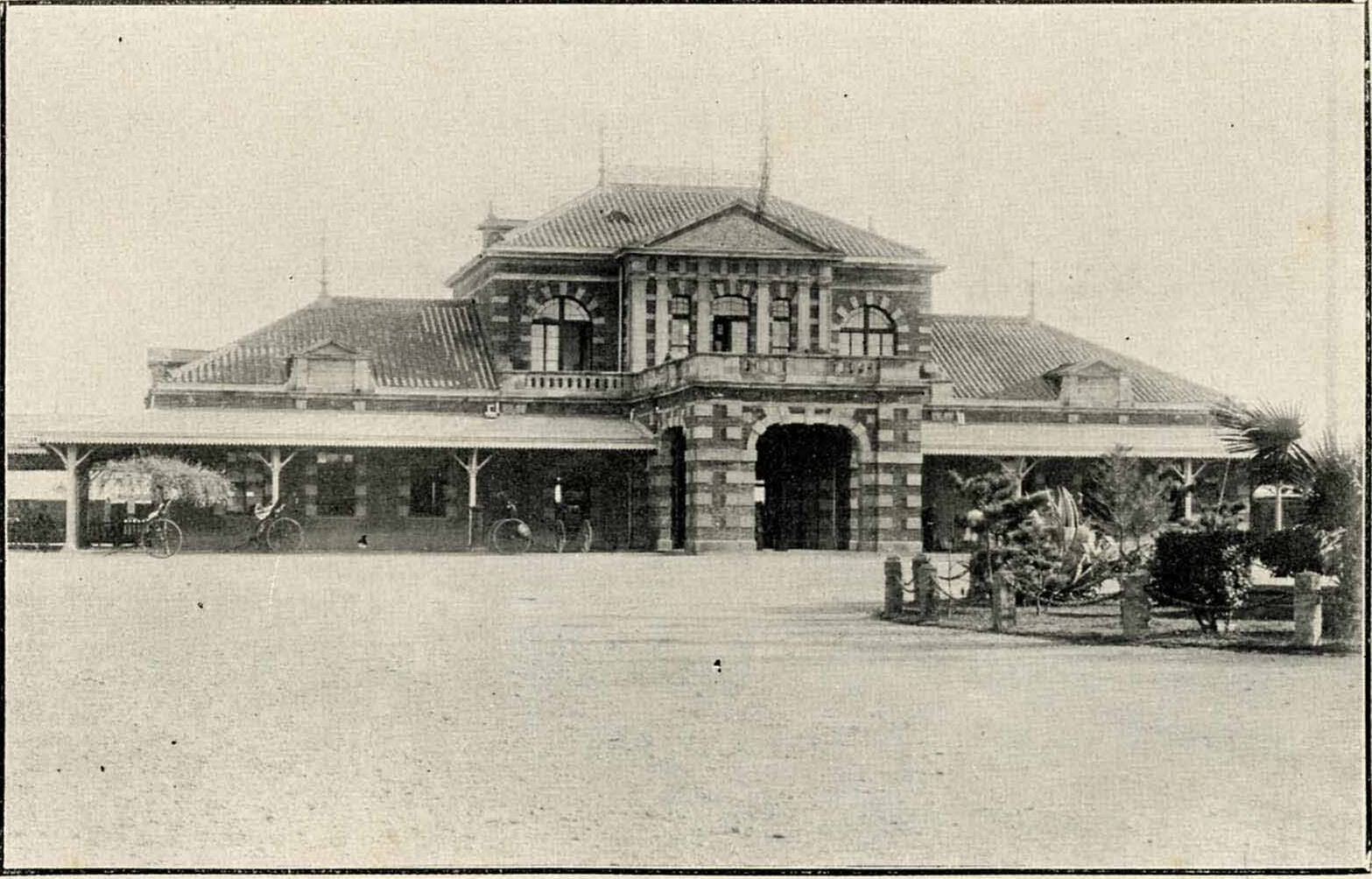
1901年8月25日啟用的第二代臺北車站

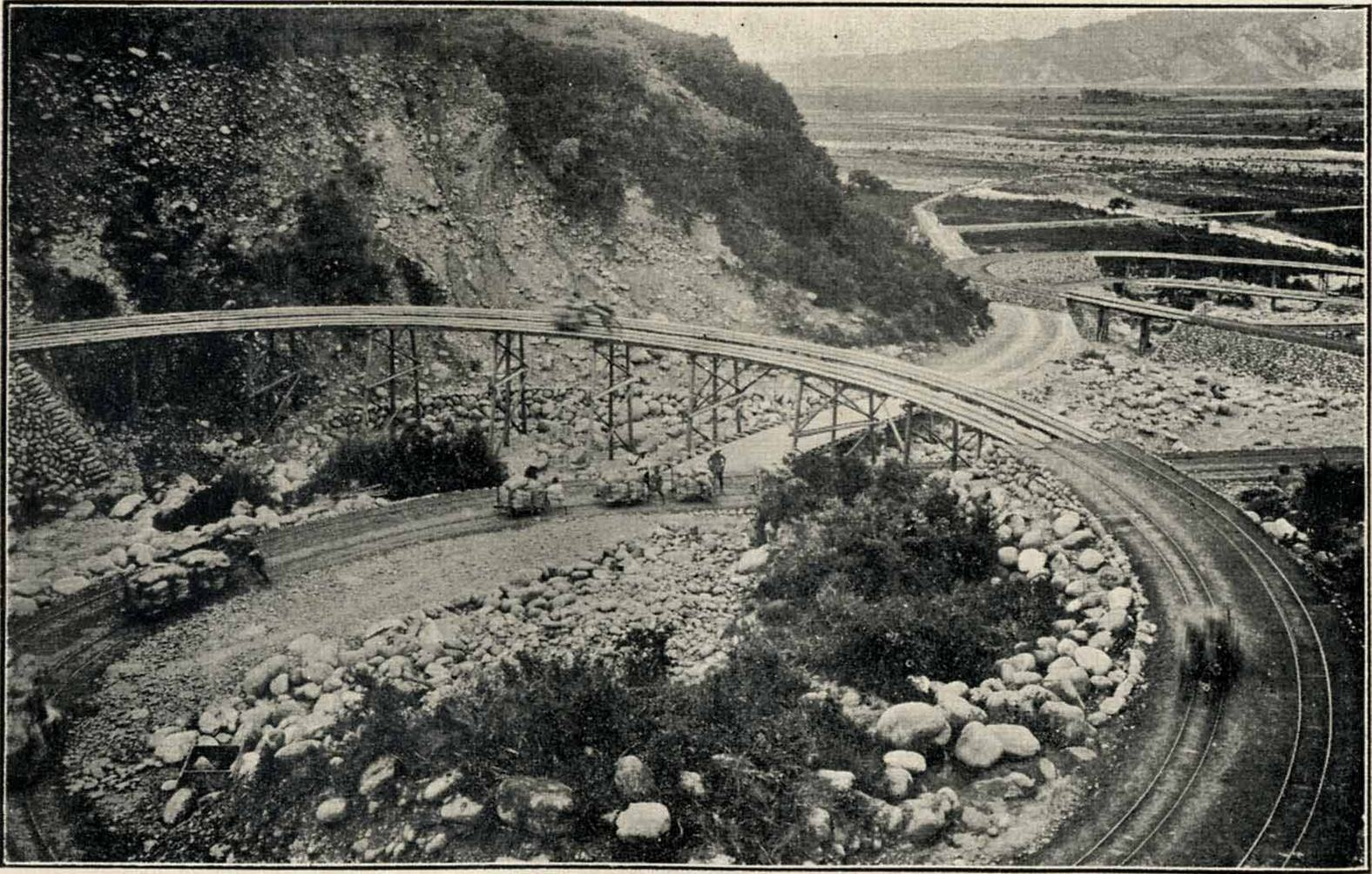
1906年完工之伯公坑到葫蘆墩的輕便鐵道 (大安溪左岸)

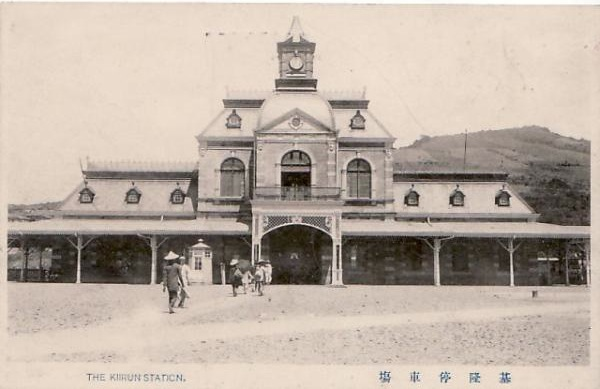
1908年啟用的第三代基隆車站

臺灣總督府計畫運用民間資金興建縱貫線的計畫宣告失敗後，後藤新平在明治卅二年（1899年）3月向日本帝國議會提出〈臺灣事業公債法〉，預計在二十年內募資6千萬元的公債來作為臺灣總督府在臺建設的資金，其中3千萬圓為鐵路修築費用，之後該預算被帝國議會砍為以十年募集3千5百萬圓，鐵路費用則被刪減了120萬圓:31、32:39:87。在此同時，臺灣總督府也在該年3月30日成立「臨時臺灣鐵道敷設部」來負責興建縱貫線，臺灣鐵道會社見此，遂建議總督府收購該會社之股份與設備，之後在同年10月25日宣告解散:254。而臨時臺灣鐵道敷設部在該年11月與民政局的臨時鐵道掛合併，正式成立鐵道部:33:39。
縱貫線的路線大致上是依照早期探勘的「山線」鋪設，但有部分路段因時空背景因素而有所更動:34，工程則從北部與南部分頭進行。而由於當時臺灣各港口的狀況無法符合日方的需求，導致材料的輸入相當困難，大船只能停在外海，由小船接運，海象惡劣時除了小船無法出航外，大船也無法停泊只能開回出發地:35。而即使材料運上岸了，也因為當時臺灣的道路狀況相當原始，所以只要情況允許鐵道部便會盡可能修建鐵路（輕便鐵道）來搬運材料，而淡水線（北淡線）即是當年的材料搬運線之一:36。淡水線在明治卅四年（1901年）8月25日完工開業，但到了該年10月25日才與臺北－桃園段的改良線一同舉辦「開通式」:31。臺北新竹段由於淡水溪橋在1897年、1898年8月都被沖斷過，與龜崙嶺一帶的高坡度，而使得鐵路路線改為經過艋舺、枋橋街（今新北市板橋區）的現行路線到桃仔園:206，而由於鳳山溪一帶的鐵、木橋在明治卅一年（1898年）8月也被沖斷，所以直到明治卅五年（1902年）2月1日將鐵道橋修好前，南下的火車只到鳳山崎新設的「新車」車站，之後再坐船過河前往新竹，而在這段時間新車到新竹的鐵路曾鋪設輕便鐵道應急，鐵道橋修好之後，鐵路營運路段在該年8月從新竹延伸到中港溪附近，於8月10日新設香山、中港（今竹南車站）二站:244、255:111。而後縱貫線繼續向南延伸，明治卅六年（1903年）5月25日完成中港苗栗段，隔年（1904年）推進至三叉河（今苗栗縣三義鄉）:39。
至於縱貫線南段則從明治卅二年（1899年）11月自打狗（今高雄鼓山區南部）往北鋪設:39，隔年（1900年）11月29日打狗臺南段開始營運，再隔年（1901年）5月15日營業路段沿伸至今善化車站:333、334。而到了明治卅七年（1904年）時南段路線已經延伸到了彰化，同時北段也到了三叉河，只剩下最後難度最高的中部路段，該路段之所以困難主要是因為三叉河到葫蘆墩之間需要渡過大安溪與大甲溪，且需開鑿許多隧道穿越山區:37:40。
而在縱貫線最後的中部路段施工時，適逢日俄戰爭爆發（1904年2月8日），由於俄羅斯太平洋艦隊遭到重創，沙皇尼古拉二世遂命波羅的海艦隊到東亞支援，因其航線會經過臺灣的關係，日本方面遂在基於國防需求下動用臨時軍事費興築伯公坑到葫蘆墩的輕便鐵道（又在此之前已有伯公坑到三叉河的輕便鐵道），該路線於明治卅九年（1906年）完工後，除了軍事用途外，也用來搬運建材與兼營客運，此外該路線為了在大安溪南岸爬上后里臺地，還設計了圓弧型引道，為其特色:37。而在明治四十一年（1908年）3月，九號隧道完工後，縱貫線全線在該年4月20日完工通車:37、38。
縱貫線的工程原本預定要耗費十年，但結果提早一年完工，耗用經費也比預估的少，遂將經費投入基隆車站的改建與臺灣鐵道飯店的興建:38，此外由於縱貫線未經過南部要地鳳山廳行政中心鳳山街，遂興建打狗（今高雄港車站）到九曲堂的「鳳山支線」（工程期間為1907年4月到9月），該支線後來延伸成屏東線:36:41。而縱貫線的興建，基本上是奉行「速成延長主義」，盡可能地要讓鐵道早日通車:70，故施工上要求越快越好，經費也是能省便省，故忽略了不少實際營運上可能會面臨的小問題，車站等設施也都因陋就簡:40。而也就由於「速成延長主義」的因陋就簡，使得臺灣總督府鐵道在一開始便埋下日後變得體質不良、品質低下的遠因:314:50。

#### 鐵道擴張時期（1908年－1937年）

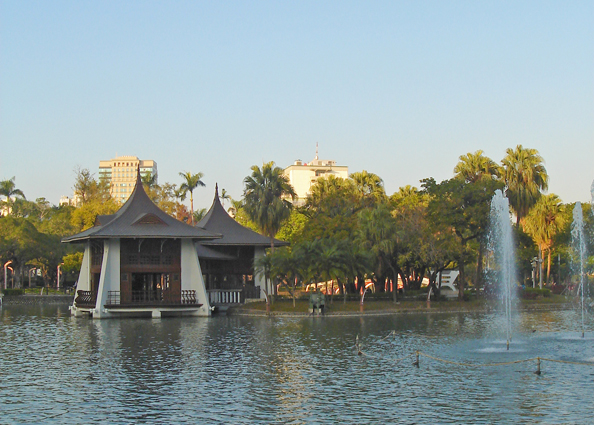
臺中公園湖心亭，是縱貫線全通典禮為了閑院宮載仁親王等貴賓興建的「御休憩所」。

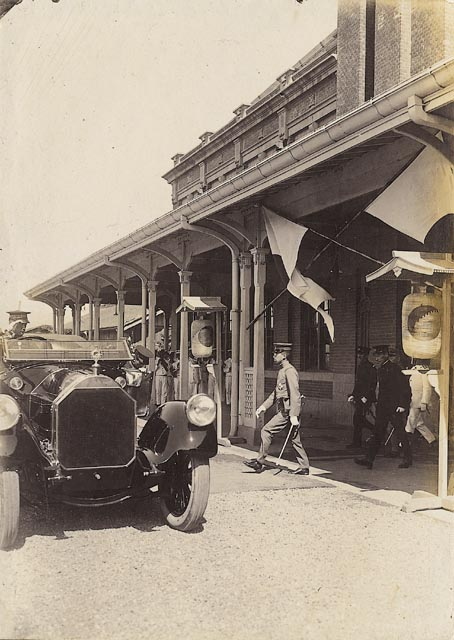
1923年臺灣行啟的日本攝政皇太子裕仁步出臺中停車場，一旁有士兵們奏樂歡迎。

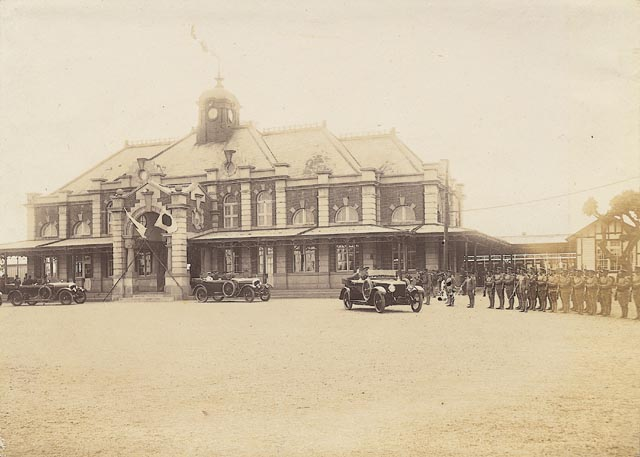
裕仁巡視新竹停車場

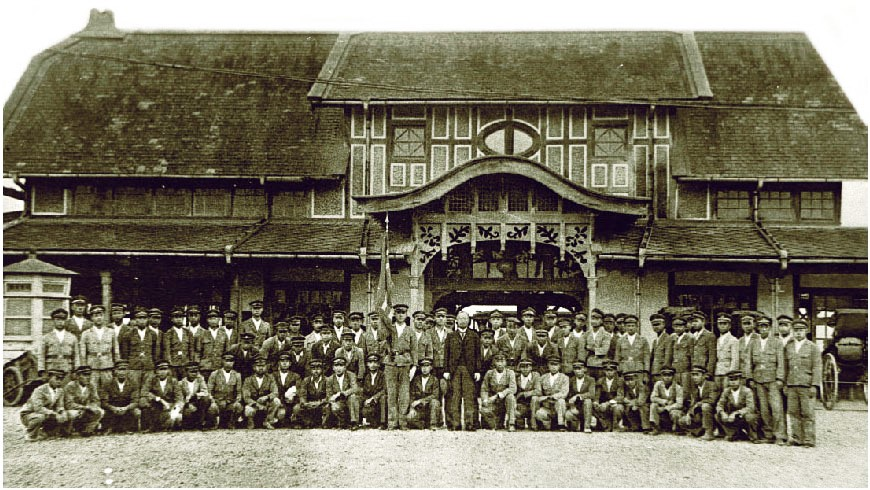
日治時期的宜蘭車站（宜蘭驛）

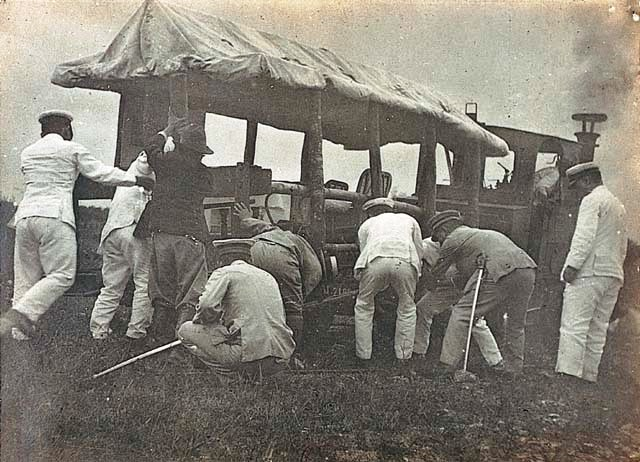
1931年，臺灣總督太田政弘於視察高雄途中所搭輕便小火車脫軌，隨行人員正合力要將後方座車架回軌道。

縱貫線的完工對臺灣總督府來說是一項值得誇耀的重大政績，早在全通典禮（全通式）之前便已展開慶祝活動，如自5月份從基隆一直開到九曲堂的「汽車博覽會」（日文的「汽車」指蒸汽機車），是由一部由15節作為展覽場的車廂所組成的列車，而除了展示鐵路與相關設備外，列車上也有展售日本本土商品與臺灣各地土產，而除了吸引一般百姓參觀外，為加強宣傳效果，總督府還招待山區的原住民組隊前來參觀，最後整個博覽會一直到6月才結束:38。而為了10月的典禮，臺灣總督府成立了「全通式委員會」，由鐵道部長長谷川謹介擔任委員長，發出了將近兩千張的邀請函給日本國內外的政商民流，並整建典禮所在地臺中公園:39。10月22日日本皇族與大臣搭船抵達基隆後，搭乘火車前往臺北，入住鐵道飯店:39。而在這些達官顯要之中，地位最為崇高者是閑院宮載仁親王，為乙未戰爭時死於臺灣的北白川宮能久親王之弟:45。他們在10月24日7:00時由臺北出發搭專用列車南下，於12:00時抵達臺中，前往臺中公園參加典禮，典禮上除了有親王、總督及各個達官顯要的致辭外，還有各種表演，晚上時還有施放煙火:39、40:47。而縱貫線完工之後，使得臺灣南北之間的運輸更加便利，促進沿途城鎮的發展，但也使得臺灣西部沿海各港除了基隆、打狗之外，由於運輸功能被鐵道取代而衰退:48。在此同時臺灣各地的產業也因為縱貫線的緣故開始大幅發展，如基隆的煤礦、苗栗的樟腦、中部稻米、與各製糖會社的蔗糖，臺灣各地的物產經由縱貫線快速地輸送，大多經由基隆、打狗二港輸出:52。而在縱貫線完工的隔年（1909年），臺灣總督府也開始在臺灣東部興築臺東線:43。
臺東線的興築計畫可以追溯到明治卅年（1897年）的臨時鐵道隊探勘行動，但是當時並不看好，因為當時的臺東與花蓮都沒有良好的港灣，大船無法直接入港，鐵路即使築成也只能提供花東縱谷內的運輸服務，但由於總督府想先著手進行的「東西連絡線」難度較高，所以最後臺灣總督府計畫的環島鐵路仍是先進行臺東線工程:43。而在縱貫線興建時，兩任鐵道部長後藤新平與長谷川謹介也分別在明治卅八年（1905年）與明治四十年（1907年）提出臺灣東部線的探勘、建築計畫，臺灣總督佐久間左馬太在明治四十年（1907年）到東部巡視後，也認為在東部興築鐵路有必要性，隔年經帝國議會同意後，打算以七個年度、425萬7千圓的預算執行花蓮港到璞石閣（今花蓮玉里鎮）的鐵路鋪設工程:14、15。明治四十二年（1909年），成立了鐵道部花蓮出張所，開始興築臺東線:15。為了興築鐵路，當局該年（1909年）4月進行了兩條路線的探勘，第一條是從花蓮港直接貫穿薄薄社到木瓜溪，第二條是從花蓮港迂迴薄薄社與荳蘭社之間到木瓜溪，後來因為第一條線雖然較短但土質不佳，第二條線則坡度較緩，遂採後者，而後路線探勘持續進行，到10月時才完成到璞石閣的路線初步調查:16、17。隔年（1910年）2月1日，臺東線第一期工程自花蓮港開始動工，全線分成六個工作區，預定在大正六年（1917年）完工，而由於鐵道部認為依臺灣東部的發展情況，鐵路還不需要與縱貫線達到相同規格，故使用的是762mm的軌距，但由於是環島鐵路的一環，所以隧道等設施仍是配合1067mm軌距建造，待東部發展之後再更換軌距:19。而由於臺東線沿途的地質問題與物資、勞力的缺乏，以及環境衛生問題，使得臺東線的建設過程不甚順利:44。而在第一期工程進行時，鐵道部已經著手進行第二期工程的路線調查，帝國議會通過2萬3804圓的調查費用預算後，調查隊於大正三年（1914年）9月9日自卑南街（今臺東市）出發，而由於擔心遭到原住民的攻擊，調查隊每到一處便得請求當地官廳的保護，其調查路線大致是自卑南街開始，經馬蘭社、卑南社，過北絲鬮溪（今鹿野溪），再經鹿寮社、新七腳川、萬人埔、秀姑巒溪、清水溪，而後抵達璞石閣，整個調查任務在大正五年（1916年）2月16日完成:18。原本鐵道部打算在第一期工程完工後便立刻進行第二期工程，但由於鐵道部此時更急於進行宜蘭線與枋寮線（今屏東線）的建設，加上臺東製糖株式會社打算鋪設臺東到新開園（今池上鄉）的糖鐵，遂暫停臺東線工程，大正八年（1919年）年底時，臺東製糖完成臺東到里壟（今關山鎮）的糖鐵，里壟到璞石閣則使用手押軌道連接:25。
大正五年（1916年）鐵道部開始提出興建宜蘭線與枋寮線的計畫，然而當臺灣總督府要向帝國議會提出計畫案時，第38屆議會卻解散了（1917年1月25日解散），次屆議會時才獲通過:28。宜蘭線的構想其實包括在長谷川謹介的「臺灣東部線」計畫中，但當時帝國議會只通過臺東線部分的計畫:29，後來在臺東線工程進行中時，鐵道部在大正三年（1914年）7月重新調查路線，並在大正五年（1916年）向總督府提出八堵到瑞芳的計畫（預算175萬圓，工期三年），未被採納後重新提出八堵到蘇澳的計畫案（預算968萬4千圓，工期7年），後考慮財政問題將預算減為707萬3878圓，工期五年:30；在此同時已經延伸至屏東的原鳳山支線延長案（阿緱至枋寮）也開始提出，原本的計畫（預算260萬圓，工期四年）被否決後，改為預算222萬6122圓，工期五年:39。
在宜蘭線的部分，計畫案經帝國議會通過後，鐵道部遂於大正六年（1917年）在宜蘭與瑞芳設置建設事務所，從10月1日開始進行南段（蘇澳－宜蘭）與北段（八堵－猴硐）的工程，但不久便碰到暴風雨阻礙工程:30。暴風雨後工程順利進行，於大正八年（1919年）3月完成南段工程，之後開始進行宜蘭到頭圍的路段工程，11月時路線已延伸到礁溪；北段進度則較慢，同年4月才完工，5月時延伸到瑞芳:32。然而由於第一次世界大戰（1914年－1918年）導致的物價、工資上漲，1919年度已經提前動用1921年度的預算，大正九年（1920年）完成礁溪頭圍段（4月）與頭圍大里段（10月），預算已經幾乎消耗殆盡，為此雖然提出追加預算與延長工期的計畫，卻被總督府以財政問題否決，只能用殘存的預算進行猴硐三貂嶺路段與草嶺隧道工程:32。而後重新提出計畫案將整個工程預算改為1254萬4546圓，工期改為八年（1917年－1924年）:32，該案通過後使得預算問題得以解決:48。之後宜蘭線工程持續進行，終於在大正十三年（1924年）10月草嶺隧道通車後宣布完工，使得蘭陽地區的物資可運用鐵路快速地送到基隆港與臺北:33:48。然而宜蘭線的品質在一定程度上受到節省經費的影響，如八堵到猴硐路段因為要運送煤礦，使用與縱貫線相同的軌條（重60磅），但猴硐到蘇澳使用的是重40磅的軌條，使得該路段只能行駛30噸以下的機關車，而由於臺東線與宜蘭線的軌距不同，所以日後要建立環島鐵路也會有軌距不合的問題:35。
而在枋寮線方面，由於其前身鳳山支線在大正元年（1912年）10月便開始延伸到阿緱（工程預算2300萬圓，工期三年，另外其中1302萬都花在下淡水溪鐵橋的建設上）:36，所以大正六年（1917年）的枋寮線工程是從阿緱（今屏東市）開始興建。鐵道部在大正六年（1917年）7月於阿緱設置建設事務所後，工程於該年12月開始進行，大正八年（1919年）11月鐵路沿伸到竹田，隔年2月時抵達潮州，但後來與宜蘭線遭遇到一樣的預算問題，工程一度暫停（1920、1921年度），枋寮線的經費還有一部分被挪去給當局認為更為迫切的宜蘭線使用，也因為如此，該工程改為止於溪州（今南州鄉），路線名稱也改為「潮州線」:40:49。大正十一年（1922年）復工後，7月時將屏東建設事務所改為潮州建設事務所，11月時開始進行潮州到溪州的工程，隔年（1923年）10月完工:40。而且一如宜蘭線，潮州線的品質也受到經費節省的影響，此外該工程在溪州便中斷了，使得日後不斷有地方人士出來請願希望繼續鐵路南延工程:40。而鐵道部也有意在改良事業告一段落後繼續進行建設，在昭和七年（1932年）編列次年預算時提出潮州到恆春（含支線溪州到東港）的預算6千萬圓，但到了昭和十一年（1936年）才通過鐵路延伸案，且預定施工路線也改為溪州到枋寮與溪州到東港（預算248萬圓），預定在昭和十四年（1939年）完工:42。但後來枋寮線在昭和十六年（1941年）才完工:41，東港線則是在昭和十六年（1940年）7月19日時開始營運:41。
而因為宜蘭線與枋寮線工程一度停工的臺東線工程則到了大正十一年（1922年）才又有動靜:46。在開始臺東線第二期工程之前，花蓮港到璞石閣路段已經營運多年，然而每年都是赤字，但是基於完成環島鐵道與進行地方開發，該工程仍繼續進行:24。由於鐵道部直接在大正十一年（1922年）4月直接用95萬圓收購臺東開拓株式會社臺東到里壟的輕便鐵道（原臺東製糖鐵道），所以第二期工程實際上只有鋪設璞石閣到里壟的路段，不過因為碰上日本關東大地震（1923年），政府財政緊縮，工期遂延長為五年，還曾一度停工，最後到了大正十五年（1926年）臺東線終於全線完工，耗資735萬圓:25。然而第二期工程時由於財政狀況更為惡化，璞石閣到臺東路段並未像第一期工程預留將來拓寬成1067mm的空間，而且因為里壟到臺東路段原本是糖鐵，故在設計上未能符合一般客貨運的要求，使得臺東線品質低下，增加運輸成本，而營運利潤也就相對減少:46:26。
- 滯貨事件與海岸線興築

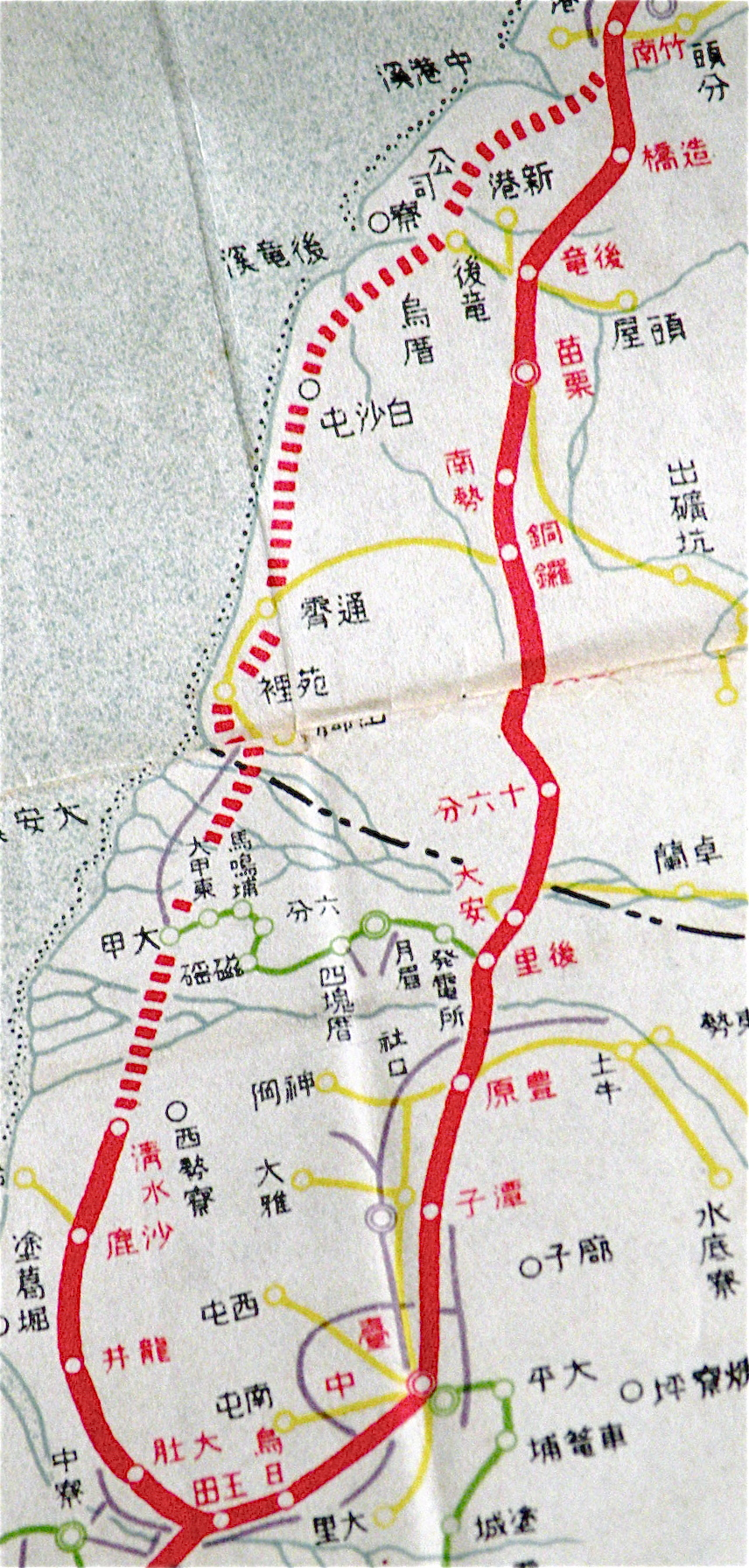
海線與山線的路線圖（1920年），圖中海線實線的部分即是先通車的「王田支線」，虛線則是仍在施工中的路段。

在臺灣總督府鐵道的發展過程中，鐵道部雖然致力於路線的探查與提出興築計畫案，然而計畫要實行，得經過臺灣總督府財務局與日本帝國議會的雙重把關，而在此過程中鐵道部的計畫案經常會遭到精簡或刪減，導致鐵道部只能繼續奉行沿用以早日通車為優先的「速成延長主義」來鋪設鐵路，從而導致鐵道部專業技師的工程計畫無法如願實施、施工品質不盡理想，並使得臺灣各處鐵道狀況不一，影響了機車的行駛與日後環島鐵路的連結，而日後也得投入更多的改良費用:51、52、308、310。
而由於縱貫線的設施品質在興築時大多僅維持在堪用的程度:50，導致在縱貫線全線通車之前《臺灣日日新報》便有報導（1908年2月14日）說縱貫線各站出現「滯貨現象」，由於貨物不能及時轉運，商家遂失商機:6。雖然縱貫線全通初期「滯貨現象」還不嚴重，但隨著縱貫線刺激臺灣產業發展，以及第一次世界大戰帶來的發展機會，使得對於鐵路的運輸需求大增，縱貫線無力應付，遂在大正六年（1917年）演變成大規模的「滯貨事件」:49、132:55。造成滯貨事件的原因除了對縱貫線運輸需求大增外，最主要的因素是中部路段（舊山線）在三叉河與后里庄有坡度為四十分之一的急坡，導致原本在平地可以牽引35輛貨車的機車在此只能牽引15輛，且為了避免機車爬不上去進退兩難，所以還需要一輛機車在後面推，影響縱貫線整體的運輸能力，並造成嚴重的社會問題:43、44:56:50。有鑑於此，鐵道部遂添購車輛，並著手進行海岸線的建設:56。
海岸線興建計畫在經過第41屆帝國議會審議後，以1055萬2600圓的預算，四年工期進行:45。工程自大正八年（1919年）8月開始進行:56，建設事務所分別設於竹南與臺中，兩端同時施工，到了隔年12月15日，王田（今成功車站）到清水已先行營運，當時該路段稱為「王田支線」，後續工程則到大正十一年（1922年）10月完工:45、46:51、52。海岸線的興築過程，與同期進行的宜蘭、枋寮線工程一樣碰到物價問題，加上還有部分計畫變更與一些附帶工程，在大正十年（1921年）追加了76萬1991元的預算:46，此外工程還面臨沿線氣候風土的挑戰:52。此外海岸線工程，曾引發臺中市民的抗議，在動工前曾有「海線變更期成同盟會」的出現，希望能將鐵道的交會點設在臺中，但後來鐵道部仍照原計畫施工，而在海岸線完工後，由於長途列車改走較省時的海岸線，臺中市民再次表示不滿，但鐵道部方面最後只是讓一部分列車改走山線:57。1935年新竹臺中地震發生後，臺中線（即山線，更準確地說是舊山線）受到重創中斷，海岸線雖然也受到影響，但是在地震發生的隔天（4月22日）14:00便搶通，臺中線則是到了昭和十三年（1938年）才修好，於7月14日舉辦開通典禮:68、69。而在臺中線中斷期間，鐵路南北往來運輸只能仰賴海岸線，不過臺中線的中斷並未對鐵路營收產生影響，《臺灣日日新報》在該年（1935年）5月8日還以〈震災山線不通鐵道收入增加〉為題報導，事實上當時貨車已經大多改走海岸線，走臺中線的貨車一天只有往返一班以提供沿線所需貨物:49。
另外除了縱貫線發生過滯貨事件外，臺東線在大正十五年（1926年）完工後，到了1930年代也發生了滯貨現象:27。而雖然興築了海岸線試圖解決滯貨現象，但是由於車輛的增長速度仍跟不上需求量的成長，所以只要碰上始政紀念日等特殊活動或是貨物繁忙期，鐵道部便會苦於車輛調配問題，導致滯貨情況仍時有所聞:152、153。
- 支線與總督府林場鐵道

而除了環島鐵道計畫中的鐵路之外，由官方經營鐵路還有其他的支線，這些支線有的是收購民間原鋪設的鐵道而來，也有的是鐵道部接手或新設的鐵路。而在臺灣總督府鐵道中較早形成的客運用支線為淡水線，在明治卅四年（1901年）8月25日完工開業:31。而在這條淡水線上的北投車站後來又在大正五年（1916年）延伸出一條新北投線，通到北投溫泉區，可說是臺灣第一條純以觀光為目的興建的鐵路:62。而在1920年代，鐵道部又收購了原屬私營鐵道的集集線與平溪線，使得臺灣總督府鐵道又多了兩條支線。

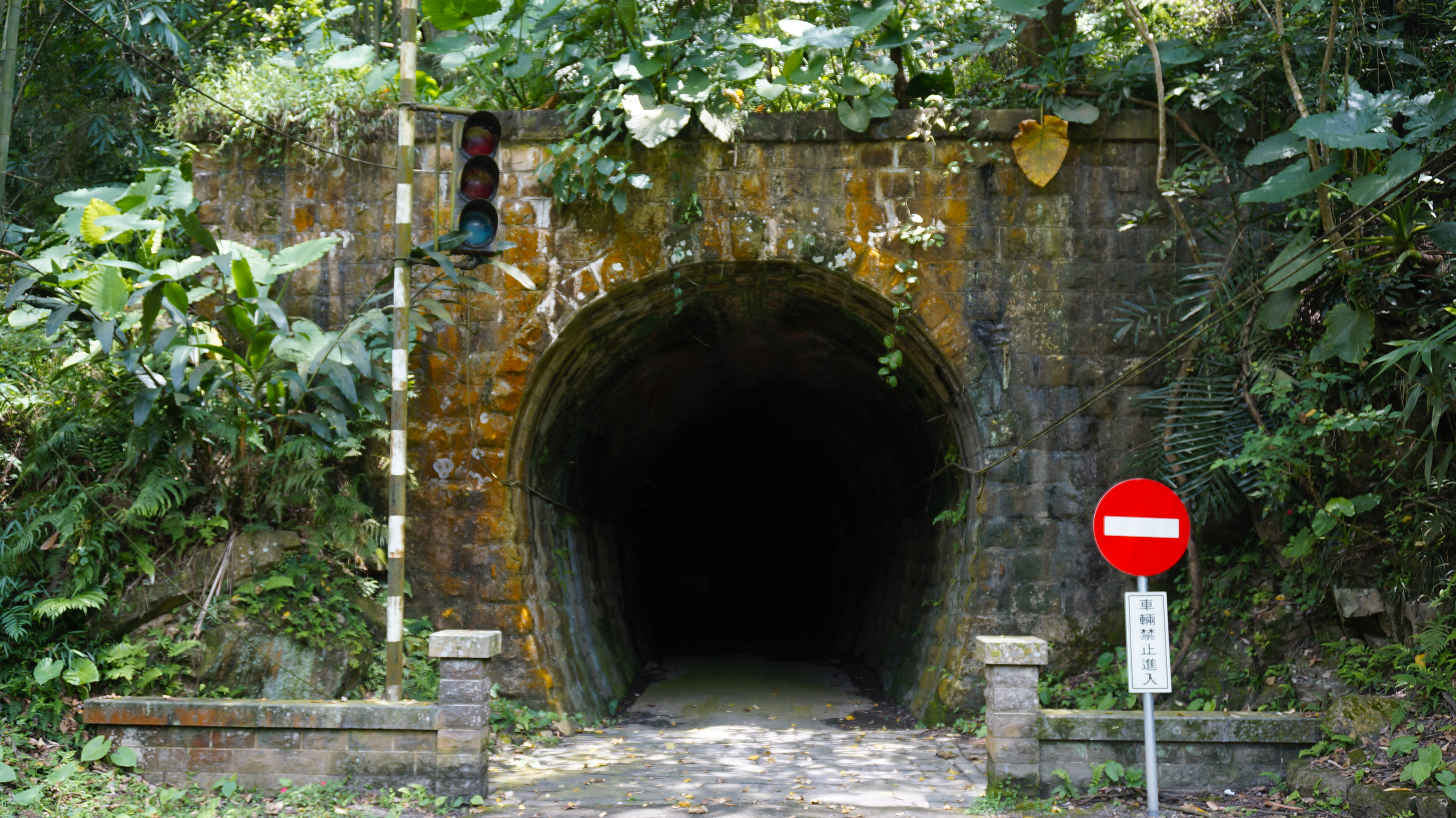
門牌潭線的三號隧道

集集線原本是臺灣電力株式會社為了興建日月潭水力發電所（今大觀發電廠）而興建的工程用鐵道，軌距與縱貫線相同:181。不過當時的工程用鐵道終點與現在的集集線不同，只有開放客運的「外車埕線」才是後來的集集線，在「外車埕驛」（今車埕車站）還有繼續通到電廠所在地的「門牌潭線」:69。外車埕線自大正八年（1919年）12月開始動工，兩年後（1921年12月）完工:49，並在完工隔年（1922年）1月14日起兼營一般客貨運:70。而門牌潭線則在大正十二年（1923年）完工，使用至電廠完工後便為一般道路，後來演變成縣道131號:71、72。至於外車埕線則在昭和二年（1927年）4月被鐵道部以373萬圓收購，並改稱集集線:49、50。
平溪線原是臺北煤礦株式會社（臺北炭礦株式會社，臺陽礦業前身）的計畫線，當時是打算建一條從三貂嶺經菁桐坑、深坑、景尾（今臺北文山區景美）到萬華的鐵路，並在大正九年（1920年）1月到十年（1921年）6月完成三貂嶺到菁桐坑的路段，但後來因煤礦業不景氣的因素，臺陽礦業株式會社遂試圖向總督府申請補助:50。而在總督上山滿之進任內，臺灣總督府開始有收購該條鐵路並完成接到萬華的計畫，而平溪線在被收購之後於昭和四年（1929年）10月1日開始營運，但後來因故並未實現連接到萬華的計畫:50、51。

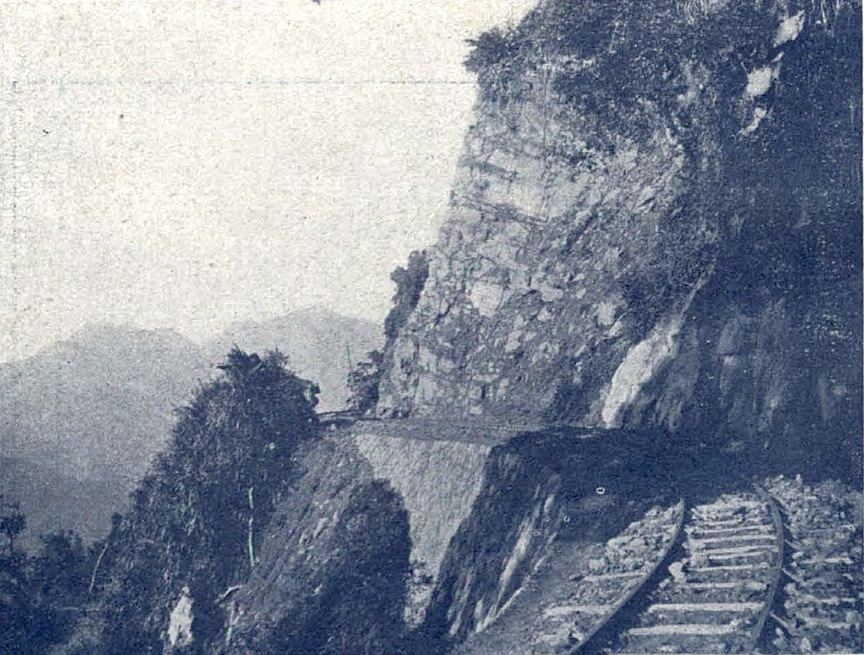
20世紀早期位於奮起湖附近的一段鐵路。

而除了主要經營一般客貨運的鐵道之外，臺灣總督府直營的三大林場裡也有林業鐵路的存在（但後來轉由臺灣拓殖株式會社經營:206），而其中最為特別的是阿里山森林鐵路。阿里山森林鐵路的設計者是河合鈰太郎，然而他的計畫案由於財政因素而在明治卅七年（1904年）遭到否決，於是此案便改為以民營方式解決:119。在大阪藤田組投資參與下，河合鈰太郎的計畫案在明治卅九年（1906年）2月通過，於該年7月9日開始施工，隔年（1907年）2月便完成嘉義到竹頭崎（今竹崎車站）的路段，並在10月25日完成獨立山螺旋登山路段:119:188。然而雖然鐵路已修到梨園寮，但藤田組發覺實際花費與預估有所出入，懷疑此案是否有利可圖，遂於明治四十一年（1908年）2月11日宣布停工，此時已投入的金額為131萬2772圓:120:188。後來臺灣總督府想重新恢復官營方案，送交日本帝國議會後，在明治四十三年（1910年）2月12日通過，不過原本藤田組要求的補償金為208萬圓，政府只通過120萬圓，另外編列了240萬圓用於後續路線的鋪設:120。阿里山作業所在該年（1910年）4月16日正式成立後，後續工程在大正元年（1912年）12月25日通車至二萬坪，大正三年（1914年）3月14日通車至今沼平車站:120:188。而林場內部的路線也在同時期形成，日後再隨著伐木作業情況發展，如哆哆咖線在昭和十七年（1942年）才延伸到哆哆咖（今塔塔加）:190。而在阿里山鐵路的興築過程中，也是奉行「速成延長主義」，在部分路段變更了河合鈰太郎的原始設計，使得坡度提升，增加了風險:120。後來在開發太平山與八仙山林場時，林場內部改用更為經濟的索道與鐵道配合方式，以提升森林開發效率:120。
- 改良事業

由於「速成延長主義」的影響，臺灣總督府鐵道的設施很多在建設時僅符合堪用的水準，故後來的改良事業顯得更為重要:132。昭和二年（1927年）鐵道部設立「改良課」可視為臺灣總督府鐵道進入「改良時代」的指標，此一時期臺灣總督府鐵道面臨隨著產業發展而與日俱增的運輸需求，以及開始與鐵路運輸競爭的公路運輸問題，開始改良原有線路、增添車輛等設備:132。而除了原有線路的改良，隨著運輸量的增加，鐵道的雙軌化也是必然的工程:140。
第一次的雙軌化工程是在大正年間的基隆臺北段，該工程案在第29屆帝國議會通過後以102萬6200圓經費進行三年的施工，但後來因為總督府財政問題，工期改為五年:141。明治四十五年（1912年）4月到大正三年（1914年）4月完成基隆到八堵的雙軌化，大正五年（1917年）12月八堵到臺北的鐵路也完成雙軌化:141。後來交通局長生野團六於大正十五年（1926年）12月提出整體性的改良計畫，該計畫除全線雙軌化外，還包括就有線路、橋樑的改良，同時還有提出臺北、基隆、高雄三車站的改良計畫，但後來只有雙軌工事費通過，臺北車站高架化計畫取消，北、基、高三車站改良計畫700萬的預算也只通過高雄站初年度50萬的預算:143、144。縱貫線全線雙軌化計畫原預計十年，前五年進行臺北到竹南、臺南到高雄路段，後五年進行嘉義到臺南、彰化到嘉義路段，但由於財政困難等因素，臺南高雄段工程由五年延長成十年，於昭和十年（1935年）10月完工，隔年1月26日開始運轉:145、146。臺北到竹南的路段與臺南高雄段同年完工，但因為相應的臺北站改良工程並未進行，導致臺北車站站內軌道運作大亂，只能以撤除部分站內線來解決:147。
鐵道部長期面對的預算刪減問題也使得設備保養、汰換出現問題。在軌條方面，臺灣因為氣候等因素，軌條的平均壽命大約15年（日本本土為20年），然而因為財政因素，鐵道部無法確實照計畫汰換，使得有大半軌條成為磨損6mm以上的「不良軌條」，甚至有磨損到12、13mm的危險軌條:137。在昭和十一年（1936年）時縱貫線930公里的軌條，有40%已換成37公斤的軌條，但仍有60%是使用了二、三十年的老舊軌條:137。隨後由於中日開戰，在戰爭期間鐵道部更難以汰換老舊軌條:138。而由於軌條的劣化及無法確實汰換，導致列車行駛與列車更換亦發生困難，除了無法引進日本本土和後來滿鐵使用的較大型機關車外，列車也無法提快速度:138、139。
而在車輛方面，鐵道部本也打算隨著社會經濟發展持續增備車輛，但也受制於財政因素，成效有限，甚至在昭和六年（1931年）後受到經濟不景氣的因素影響，除了增備計畫受挫外，連損壞車輛的補充也無法進行:152。雖然在昭和十一年（1936年）機車有209輛、客車497輛、貨車4278輛，比起明治四十三年（1910年）個成長了3.2、3.9、4.1倍，但遜於成長了6.1倍的客運量與6.7倍的貨運量，致使滯貨的現象仍時有所聞:152、153。車輛的健康狀況也不佳，在昭和十年（1935年）時，機車方面有四成是舊式小型機車，使用年限均已超過43年，已經可視為廢車，剩下的新式大型機車也有72%已經用了超過十年，屬於需要大整修的車輛；客貨車方面以使用年限來看，客車有33%已屬於廢車，貨車則有21%屬於廢車，但是在經費嚴重不足的情況下，鐵道部也只能繼續使用老舊的車輛:161。
蔡龍保認為大谷光瑞對於官鐵的揶揄「我以為這是輕便鐵路。但仔細一看，原來不是。再看它行走的時候，才知道它真的不輕便。」說明了官鐵的體質不良:308。
- 公路運輸的衝擊與聯運措施

汽車於1912年首次出現於臺灣，並在該年9月18日由高松豐次郎開始經營公車與出租汽車，而後在大正八年（1919年）發布〈自動車取締規則〉後，臺灣開始有管制汽車的相應法條:191。該法公布後，由臺灣自動車株式會社於該年（1919年）11月臺北市內經營公車，隔年臺北魚市株式會社也取得許可，在臺北市內外與臺北基隆間用貨車運送貨物:191。由於此時公路的發展還不完備，故汽車主要是車站與地方都市間的交通工具，而非鐵路的競爭對手:191。但是到了1930年代此種局面已經改觀，公路運輸開始與鐵路競爭:66，昭和六年（1931年）6月公路運輸營運路線里程數已經是官營鐵道與私鐵總和的三倍:192。
而在公路與鐵路的競爭之中，衝擊最大的是私鐵，因為私鐵的運輸範圍較短，且路線與汽車業者重複範圍大:66。由於公路運輸能最能與鐵路運輸對抗的理成大約是50公里，在私鐵平均營業里程為24公里、旅客平均運送里程8公里、貨物平均運送里程10公里的情況下，私鐵完全處於公路運輸的優勢範圍內，導致私鐵在昭和四年（1929年）的高峰期後便開始走下坡，私設軌道（臺車線）也是在昭和二年（1927年）的高峰期之後開始走下坡:200、201。不過此時公路運輸尚無法完全取代鐵路運輸，如東港輕便鐵道撤除（1926年）後造成交通問題與臺中輕鐵有意全線撤廢時（1936年）當地居民即表示不滿:202。
而在私鐵逐漸衰退時，汽車營運路線也開始朝著與官鐵平行的方向發展，首先是臺北市，之後基隆、臺中、彰化、員林、豐原、清水等地也開始有與官鐵平行的汽車營業路線:203。而在各個路線之中，客運方面以臺中線受影響的情況最大:203，貨運方面受影響的情況則比客運小，其中則以淡水線貨運業務受到較大的衝擊:207。
而面對公路運輸的競爭，鐵道部則試著以改良列車運行與設備、提升服務品質、簡化貨物運送方式、鼓勵民眾利用鐵路旅遊等方式與之對抗:209－212。後來鐵道部開始有兼營公路運輸的打算，不過並不是將公路運輸整個國營化，而是將之作為鐵路的補助或代用機關，避免公路與鐵路的惡性競爭，而在此範圍之外仍可由民間經營:214。而在此時公路運輸業者彼此之間為了避免競爭，相互之間也有收購合併或自行協定，私營鐵道與軌道業者也開始兼營公路運輸:214。然而鐵道部的收購計畫並非毫無阻礙，北部八會社因為覺得鐵道態度高壓，擅訂慰問金來搶奪民業，遂合組成一大會社與鐵道部對抗，後來在臺北州知事中瀨拙夫與新竹州知事內海忠司調停下，重新協調了慰問金金額才得以收購，於昭和八年（1933年）7月26日開始經營公路運輸:216、217。而中部地區七會社也一度對鐵道部不滿，也請臺中州知事出來調停，但平和、昭和、朝日、員彰等會社仍有所不滿，但後來因聽說不管交涉成果如何，鐵道部都會硬辦官營汽車，中部汽車業者「交友會」才在鐵道部經營課長渡邊慶之進與自動車課長丸岡道夫努力下，於昭和九年（1934年）9月3日開始經營公路運輸:220。南部地區一樣發生同樣問題，引發業者反彈，但鐵道部態度依舊強硬，在昭和十一年（1936年）9月5日正式營運官營汽車，公安、高雄兩會社知無交涉餘地只能接受，臺南、大同兩會社則是陳情後知道只能接受，於該月22日表示「欲殉國策，應其收購」:222。而後鐵路客運減少的收入，的確由兼營汽車補回:224。

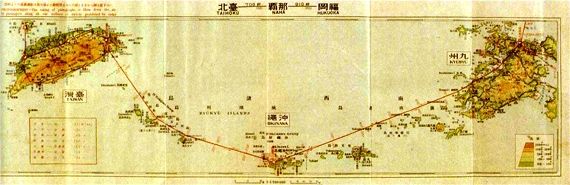
1937年的臺北（臺北飛行場） - 那霸（沖繩）- 福岡（九州）民航路線圖

此外鐵道部也展開了「聯運」措施，而聯運指的是各交通機關相互締約，使乘客、貨主可一票利用各交通機關間的聯合運送業務:66。而臺灣的聯運業務最早追溯至1910年代因應北港朝天宮參拜團的需求，鐵道部縱貫線與大日本、新高、東陽等製糖會社合作，販賣從縱貫線潭子車站以北各站出發到北港的來回車票:226。臺東線全通後，從大正十五年（1926年）4月開始與大阪商船株式會社締約，透過定期船宮崎丸（蘇澳－花蓮港）在本線與臺東線的要站之間實施旅客與隨身行李的聯運:227。但是除上述臺東線與大阪商船的聯運外，到1930年代初臺灣各交通機關的聯運仍不普遍，後來公路運輸發展之後，私鐵（以糖鐵為主）積極與官營鐵路聯運以與公路運輸對抗:227。而到了昭和九年（1934年）時，臺灣內部與官鐵進行旅客聯運的有臺北鐵道會社線（即新店線）、臺中輕鐵會社線（豐原－土牛）、帝國製糖會社線（臺中－南投）、新高製糖會社線（彰化－鹿港）、大日本製糖會社線（斗南－北港、嘉義－北港）、鹽水港製糖會社線（田中－二林）、臺灣製糖會社線（九曲堂－旗尾）等私鐵，與東海自動車運輸會社（蘇澳－花蓮港）、南雄運輸會社、潮恆自動車會社的公車線及大阪商船株式會社航路（蘇澳－花蓮港）:229。昭和十一年（1936年）9月1日聯運範圍擴及日本航空輸送株式會社的臺灣島內運輸，形成臺灣陸海空的聯運網:229。而臺灣島對外的聯運業務最早始於明治四十三年（1910年）與大阪商船締約處理臺日隨身行李聯運業務，兩年後（1912年）自4月1日開始，透過日本郵船與大阪商船進行臺北、臺中、嘉義、臺南、打狗五站與日本長崎、門司、神戶等17處實施旅客與隨身行李的聯運，同年5月1日聯運範圍達到日本鐵道院（日本國鐵）新橋、平沼、名古屋、京都、大阪、三之宮、神戶、岡山、廣島、門司、博多、佐賀、長崎、熊本、鹿兒島等15個車站:231。此後範圍逐漸擴大，昭和六年（1931年）可在臺灣島內27站與日本本土155站之間進行客運聯運，而對日本的貨物聯運也從這一年開始，三年後（1934年）開始與朝鮮及滿洲國進行旅客的聯運:231、232、233。昭和十一年（1936年）後，臺日之間的聯運也可透國空運的方式，該年9月20日時臺灣與日本本土、朝鮮與滿洲國亦形成了陸海空的聯運網:234、235。不過相較於臺灣島對日、鮮、滿聯運的發展，臺灣與澎湖馬公到了昭和十一年（1936年）6月15日才有聯運:235。而隨著大日本帝國的交通聯運網形成，臺灣的貿易市場隨之擴大，並促進了產業發展與社會文化交流:237。

### 私營鐵道（含軌道）
日治時期的臺灣除了由總督府經營的鐵道之外，還有其他民間經營的鐵道運輸體系:22。而如果以車輛的動力來區分，使用機械動力（蒸氣、內燃、電力）的是「私設鐵道」，使用人力與獸力的是「私設軌道」:235。而在私營鐵道之中最為主要的是糖業鐵路:22，此外還有各個民營林場與鹽場裡的鐵路，糖、林、鹽可稱作是臺灣的三大產業鐵道:3。而除了產業鐵道之外，私鐵亦有一般的客貨運路線，如少見地使用1067mm軌距的新店線（臺北鐵道株式會社，1921年3月25日全線通車）:22，以及像基隆輕鐵、海山輕鐵、臺中輕鐵等會社經營的臺車鐵道等等:235。而當時臺車鐵道採用的軌距大多是485mm軌距，少數使用545mm軌距，極少使用610mm軌距與762mm軌距，使用的軌條也很細，每公尺重5到6公斤:235。
私營鐵道的濫觴可自明治廿九年（1896年）的縱貫線民營計畫算起，但當時因為資金募集問題而失敗:18。而後在明治卅九年（1906年），臺灣製糖株式會社在今高雄橋頭糖廠開始鋪設軌距762mm的鐵道，唯當時是使用人力或獸力的臺車線，隔年經臺灣總督府同意後，橋頭糖廠引進蒸汽機車並廣設專用線（原料線），是為另一波的私鐵申請風潮的開始:109:27:18。而在明治四十二年（1909年）5月20日時，鹽水港製糖開始經營「新營到鹽水」（今糖鐵布袋線的部分路段）的營業線，是為糖鐵開始經營客運的開始:110。之後以製糖業為開始，經營私鐵的業者逐漸增加，但大多是像糖業、礦業、林業等會社，經營的路線也大多是各會社的專用線，用來運送其產品，但後來也有像臺中輕鐵、臺北鐵道等經營一般客貨運的會社出現:20。
在公路運輸興起開始後，私設鐵道與軌道都受到了影響。在私設鐵道方面，營業里程（不含專用線）在昭和四年（1929年）達到最高峰的554公里，之後逐年下滑，到了昭和十年（1935年）長度剩下505公里；營運收入方面（含兼營公路運輸的收入）則是在昭和三年（1928年）達到巔峰的334萬0225圓，昭和八年（1933年）時一度下跌到199萬8246圓，昭和十年（1935年）回升到254萬0608圓:200。私設軌道的營業里程則是在昭和六年（1931年）達到最高峰的1356公里，在昭和十一年（1936年）下跌到1182公里；營運收入在昭和二年（1927年）達到最高峰的262萬7020圓，到昭和十一年（1936年）時已下跌到136萬9793圓:201。在這波衰退期，有許多業者以與總督府鐵道聯運、兼營公路運輸等方式來與之對抗，而在昭和九年（1934年）時，9家私鐵業者有2家兼營公路運輸，55家私軌業者則有10家兼營公路運輸:202。

### 第二次世界大戰的影響

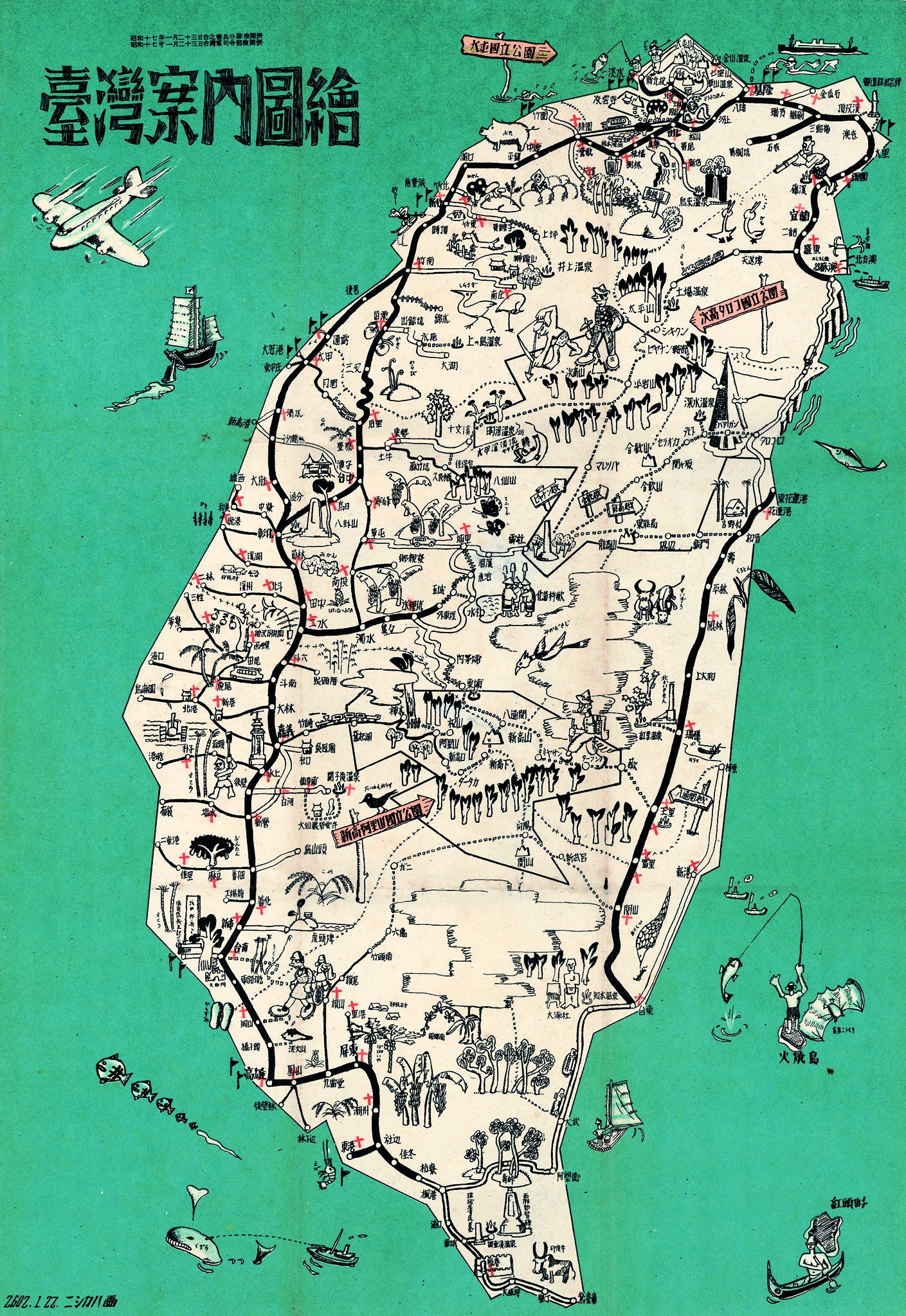
1942年的臺灣旅遊地圖顯示臺灣鐵路網已具輪廓

昭和十二年（1937年），中日之間的戰事正式全面爆發，兩年後第二次世界大戰也在德國入侵波蘭後爆發，在世界逐漸走向戰爭局面時，臺灣的鐵路體系也逐漸受到影響，除了客貨運業務受到衝擊外，總督府也開始官鐵、私鐵、公路運輸一元化的統制政策:9。在戰爭之下，車票開始附徵「通行稅」，且由於汽油實施統制，自動車也有一部分停駛:24。
不過到昭和十五年（1940年）前，在備戰政策之下一些基於軍事考量而建的鐵路也陸續建成，同時也建設了一些直通工廠的專用支線:11，如嘉義的「臺拓化學會社線」（後來的中油嘉義溶劑廠支線）:184:114。而原有的枋寮線計畫也在昭和十六年（1941年）完成溪州到枋寮的路段，但日後因戰事惡化，又被拆除供軍方另作他用:41:58，而在戰爭期間遭到拆除的還有新北投支線等鐵軌:64。此外一些計畫興建的路線也被迫停工，如昭和十九年（1944年）動工的內灣線即因此停工:68。昭和十九年（1944年）由於煤炭生產短少，許多列車因燃料缺乏而停開:24。
二次大戰期間，美軍開始轟炸臺灣後，交通運輸系統也受到相當程度的破壞，美軍第五航空隊曾動員了540架次的兵力攻擊臺灣的鐵公路系統（含橋梁、車站、調車場、修理廠、鐵軌、鐵路列車與汽車等目標），而雖然大型轟炸機很少會針對這些橋梁、鐵軌等目標攻擊，但在其他飛機因氣候惡劣無法攻擊主目標時，常會改攻擊鐵公路系統，此外替轟炸機護航的戰鬥機在返航時也常沿著鐵公路攻擊，連行駛中搭載乘客的客車也不放過。昭和二十年（1945年），美軍對臺灣陸運的攻擊包括2月15日有12架B-25轟炸機摧毀了曾文溪北端的鐵公路橋樑、3月2日攻擊嘉義鐵公路橋樑及列車等設施、3月30日攻擊臺中車站一帶、4月30日轟炸嘉義車站一帶（因擊中剛進站裝滿彈藥的列車而引發大火），而在5月中旬之後攻擊進入高峰期，攻擊橋樑、車站與調車場的B-25轟炸機就有240架次。橫跨濁水溪、大肚溪與曾文溪的鐵橋及鋼筋混擬土橋全遭炸毀，鐵路機車與車廂有1392輛遭炸毀（48%的機車與20%的車廂）。而由於美軍的空襲，列車僅敢維持夜間行駛以免遭到美軍攻擊，該年列車誤點、臨時變更甚至取消列車的狀況更是時有所聞，而縱貫線經山線的旅客列車每天只能往返五班，海線與宜蘭線每天往返三班，一般支線只剩上下午各一班:24。

## 中華民國時期

### 戰後初期
1945年8月15日中午，日本政府宣布無條件投降，但到了10月25日中華民國國民政府派出國民革命軍部隊才來臺接收，在這段期間臺灣總督府的統治體系仍在運作，地方上則出現各地青年組成的三民主義青年團維持秩序:72。而雖然日本已經宣告投降，但鐵道部仍有日籍工程師留下協助機車等設備的維修，並挑選技工教習所畢業的學生來接手機務的工作:74。該年11月時鐵道部總員工數有1萬9563人，到了兩年後（1947年6月）已有5309名日籍員工（另有278名琉球員工）被遣送回日本，只留下16名日籍員工:24。而這些最後的日籍臺鐵員工在被遣送回日本之後，還有組成聯誼團體「臺鐵會」:75:12。
民國卅四年（1945年）11月1日臺灣省行政長官公署交通處下的「鐵路管理委員會」成立，委員會內有總務處、車務處、機務處、工務處、材料處、會計處、汽車處、臺北辦事處、高雄辦事處、花蓮港辦事處:24，接收鐵道部與各會社的私鐵:76。隔年（1946年）3月告一段落，鐵管會並增加秘書室、鐵道從業員教習所、鐵路警察署等單位，而臺北、高雄、花蓮港的辦事處下有庶務課、輸送課、工務課及各車站、機關區、車掌區、檢車區、保線區、通信區、自動車區:24。而對於鐵道管理委員會主任委員陳清文，外省籍員工對他的印象是「口銜大煙斗，操著流利的劍橋英語，風采瀟灑俊逸，令人心折」，但臺灣本省籍的員工則認為委員會的外省官員是「外行人管內行人」:75:12。鐵路管理委員會試著在鐵路營運上實施「新政」，引入中國制度，但底下的臺籍員工則「上有政策，下有對策」，只要認為是莫名其妙的政策便視而不見，繼續沿用日治時期的制度:74。而鐵管會的「去日本化」政策除了表現於日籍人員的逐漸遣返，還包括日式站名的更改與開辦國語文補習班，但國語文補習班的成效不彰:24。
而由於年久失修與戰爭破壞，臺灣總督府鐵道已處於「全線枕木腐朽過半，鋼軌磨損及載重不足者，延長達一百五十公里，損壞及載重不足之橋梁，計一千四百餘孔，損壞停用之機車，佔全數之百分之四十八，損壞待修之客貨車輛約佔全數之百分之二十，而貨車中約佔半數之篷車漏雨者百分之八十，且大部已超過使用年限，其他站場設備與行車保安裝置亦復殘缺不全」的狀態，對於此種情況，鐵道部長武部氏曾言「臺灣鐵路最多能維持六個月，必將癱瘓」:28。而在臺灣鐵路管理局正式成立之前，鐵管會除了盡可能趕修車輛、加開列車以因應社會迅速增加運輸需求，並在民國卅四年（1945年）12月1日廢除日治時期的免費乘車證與優待乘車證制度，登報尋求包商承包鐵路相關設備的修繕工程:76:28。此時由於鐵路秩序失控，鐵管會除積極宣導「乘車要購票」、「無票民眾請勿上車」、「鐵路沿線地界不許擅自擺攤及蓋築木屋」等事項，更在民國卅五年（1946年）成立鐵路警察署來維持秩序，但當時編制的190人數量過少，故具體成效不彰:76、77。
而在鐵管會時期，除了修復車輛之外，也重新修復大戰期間被拆除的新北投支線（1946年恢復通車）:28，並在民國卅五年（1946年）11月4日接續日治時期停工的內灣線工程，隔年11月15日先通車到竹東，故此時該支線又稱「竹東線」，民國卅九年（1950年）通車到十分寮（今合興車站），民國四十年（1951年）9月11日全線完工，定名為內灣線:29:68。

#### 二二八與鐵路

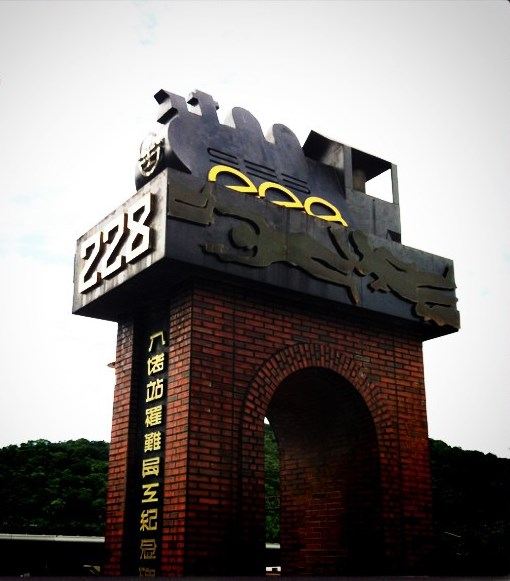
八堵車站的二二八紀念碑

而在民國卅六年（1947年）二二八事件發生前，本省人與外省接收人員的關係已經逐漸惡化:78。而據說因為鐵管會主任委員陳清文在菲律賓時因日機轟炸影響，耳朵受傷，遂對日本人懷恨在心，連帶也恨被日本人統治的臺灣人，常用三字經罵日本人跟臺灣人，很多人都被他罵過，且有些措施引發下屬不滿:30。二二八事件發生時，陳清文人在南京，而鐵管會則遭憤怒的民眾闖入，一些辦公設備遭到破壞，外省籍員工紛紛走避:30。當時板橋車站也發生民眾包圍阻止火車南下，把外省人拖出來毆打的事件；新竹民眾則是阻擋軍用火車北上，與駐臺國軍發生衝突；臺中則是有民眾在車站號召群眾，之後襲擊警察局宿舍的現象:78。而由於車站為指標性建築，常成為民眾響應後的首要佔領目標，導致列車無法行駛:78。為了盡快恢復鐵路運輸，3月2日在臺北中山堂召開的第一次的處理委員會，並在3月4日成立鐵路制度調查委員會:78，並由鐵管會委員徐鄂雲代理主委:30。「鐵路制度調查委員會」的主委是車務處職員張期華，委員則大多是基層職員:31。然而陳儀向國民政府請求的援軍在3月8日抵達臺灣後局勢生變，其中對臺鐵造成規模最大的慘案為3月11日八堵車站事件，站長李丹修與十多名員工遭到軍方殺害，當時失蹤員工家屬向時任臺灣省行政長官公署交通處處長任顯群請求協助營救，任顯群態度和善，回覆會幫忙注意，但日後鐵管會主委陳清文接任臺灣省政府交通處處長後，反而斥責陳情家屬，鐵路局亦未提供相應的協助:32。此外當時陳清文在隨軍隊回臺後，「鐵路制度調查委員會」主委張期華被人用計擄走，遭嚴刑逼供六晝夜，雖獲營救但仍過了兩年才康復，而「代理」鐵管會主委的徐鄂雲則是被陳清文與臺灣警備總司令部參謀長柯遠芬串通以「私通流氓、袒護暴徒」的罪名向陳儀檢舉，陳儀之後將徐鄂雲叫至其辦公室勒令他「立即交卸，違則槍斃」，徐鄂雲為保命只能照辦:33。而由於八堵車站事件等事件，使得臺鐵的本省籍與外省籍員工隔閡日深，正在進行中的竹東線（內灣線）工程也受到了影響:79:33。

#### 鐵路復舊後的發展
民國三十七年（1948年）3月1日臺灣鐵路管理委員會正式改組為「臺灣省政府交通處臺灣鐵路管理局」，首任局長郎鍾騋:34正式上任，其任內除試圖改革組織與制度外，亦注重森林保育與鐵路的關係:36、37，但隔年（1949年）2月28日便被調任臺灣省政府參議，由前隴海鐵路管理局局長莫衡接任臺灣鐵路管理局局長:38。臺灣鐵路管理局成立之後，除繼續修復改善原有鐵路設施外，也繼續接手日治時期的建設計畫:83。除了內灣線工程外，也在民國四十二年（1953年）修復二戰時被拆除的部分屏東線鐵軌，以及興築多條小規模工廠與機構的專用側線:83。在此同時，鐵路局管理外的產業鐵路也持續發展，其中糖業鐵路在二次大戰結束到民國三十七年（1948年）的復舊時期結束後:203，民國卅九年（1950年）8月因中華民國國軍軍事戰備需求，臺灣糖業公司奉令修築公司內部之前（1947年）已有構想的南北平行預備線，作為縱貫鐵路的預備線，工程主要是將日治時期四大製糖會社的糖鐵連接起來，自隔年（1951年）1月開始動工:335，西螺大橋完工後，於民國四十二年（1953年）1月28日舉行通車典禮:345。該年（1953年）稍早的1月11日，台糖另一條興築的玉左線（1952年動工）也宣布通車:308。此外在民國四十二年（1953年）左右台糖已有41條營業線，營業里程達到675公里:110。但由於公路運輸再次日漸發達，糖鐵客運在民國四十七年（1958年）後再次衰退:111。
而臺鐵在民國四十七年（1958年）時開始研究幹線動力現代化，因電氣化經費過高，且臺灣電力公司在此時的電力供應狀況仍屬不足，遂決定進行動力柴電化:84。隔年（1959年）8月7日發生八七水災，新竹與臺南之間的鐵公路受創嚴重，就鐵路部分便造成5800多萬的損失:87。民國卅八年（1949年）6月1日時新店線被臺鐵收購，成為臺鐵的支線:27。民國五十一年（1962年），臺鐵完成臺北到竹南的雙軌自動閉塞系統，並在1960年代前後開始逐步將中央行車控制系統應用到整個縱貫線，提高縱貫線的行車效率:84。

### 環島鐵路的繼續發展與縱貫線電氣化等改良工程
而日治時期已有的環島鐵路計畫，隨著北迴線在民國六十二年（1973年）12月25日動工而再次有所進展，與此同時開始的重要鐵路工程還有縱貫線的鐵路電氣化:63，不過北迴線動工當時路線尚未定線，工程單位也未設置，預算也未估算定案:91。而對北迴線工程來說，最大的挑戰是隧道工程:91，為此從美國引進名叫「大約翰」（Big John）的大型潛盾，原本預計以每日開挖約30公尺的進度在三年半內挖完所有的隧道，但是實際施工時發現地質遠比調查時複雜，並非全是該機型擅長的硬土質地層，導致「大約翰」在開挖一千多公尺後便報銷，只得再從日本僅進機具繼續剩下的工程:92:63。此外工程中的永春隧道因有豐沛的地下水，每分鐘湧水量可達五、六十噸，颱風豪雨後甚至可達一百五十噸，為此施工單位興築了小型引水隧道將水引入太平洋:92。最後北迴線工程在民國六十八年（1979年）年底完工，隔年（1980年）2月1日舉行通車典禮:92。此外由於原本並不看好北迴線的營運狀況，所以北迴線剛開始只有單線，後來客運、貨運量卻使單線鐵路無法負荷:93，故從民國八十一年（1992年）起又進行了北迴線的雙軌化、電氣化等改良工程，過程中因改線而開挖不少新隧道，之後於民國九十二年（2003年）6月底完工，7月4日在花蓮舉行通車典禮:63。
北迴線通車之後，使得原本獨立的宜蘭線與臺東線相連起來，但是由於日治時期臺東線的軌據是762mm的軌距，故車輛不能互通，是以在民國六十七年（1978年）開始了東線拓寬工程:97。而在東線拓寬工程之前，臺鐵也盡可能改善臺東線的狀況，並讓光華號特快達到以時速70公里的速度行駛的紀錄:97。而東線拓寬工程除了更改軌距之外，也對於部分狀況不佳的路段進行改線:98，如「中興改線段」（原鹿野經中興、初鹿、檳榔等站進入臺東舊站的舊線，後改為鹿野經山里、臺東新站的路線）:50。而在整個工程進行中，臺東線依然繼續營運，並在民國七十一年（1982年）6月25日一夜切換，臺東線自此從762mm軌據換成1067mm的軌距:98、99。不過自強一號隧道因為施工過程出現問題，隧道遇到淤泥層，故民國七十一年（1982年）時仍用舊的掃叭隧道，新隧道在民國七十三年（1984年）取代掃叭隧道後東拓工程才算真正完工:99。
而與北迴線同時進行的縱貫線電氣化工程可以說是縱貫線整體的改良工程，原本希望藉由改良縱貫線來與公路運輸競爭，但是在施工過程中因縱貫線仍繼續行駛，使得行車秩序受到工程影響，而且在山線隧道部分因為是以原隧道往下開挖以增加空間來架設電線，導致鐵軌只好暫時用枕木架起來，列車經過也只能放慢速度，而施工過程中發生的各種意外更是影響到列車的行駛:94、95。結果鐵路電氣化的施工造成縱貫線誤點情況惡化，而施工期間中山高速公路於民國六十七年（1978年）通車後，臺灣省公路局國光號、中興號大幅搶走臺鐵客源，隔年（1979年）6月鐵路電氣化完工後，由於初期效能並未明顯提升，導致長途旅客並未回流，而且由於工程費用全由臺鐵自行籌措，有六成向外國借貸融資，而且就在高速公路通車的那一年臺鐵的營運開始由盈轉虧，使得臺鐵在收入減少、人事成本過高的情況下虧損額逐年增加，也無力償還鐵路電氣化的借款:95、96:99。
而在北迴線完工後不到一年，環島鐵路的最後一部分——南迴線也在民國六十九年（1980年）7月1日正式動工:43，而且過程中需要興建比北迴線更多的橋樑與隧道，而且除了與北迴線類似的地質問題外，還有勞工雇用不易、經費核定撥款過慢與土地徵收困難等問題:101。民國七十四年（1985年）7月15日卑南（今臺東車站）到知本通車，隔年1月1日又通車到太麻里，最後在民國八十年（1991年）12月16日舉行通車典禮，但相關設施尚未收尾完成，中華民國交通部也尚未履勘，所以當時臺鐵是以「參觀工程」的名義在12月17日到25日每天開行一往返列車招待民眾免費搭乘，之後到了隔年的1月12日，履勘勉強通過進行「臨時營運」，10月時才正式營運:102:43。
而在環島鐵路形成的同時，宜蘭線也開始在民國六十九年（1980年）7月進行雙軌化，而為了避免重蹈在原線路隧道施工影響行車秩序的情況，加上改善舊隧道的經費跟蓋新隧道的經費不會相差太多，故臺鐵多直接蓋新隧道:103。最後在民國七十五年（1986年）完成了宜蘭線的雙軌化，日後並在民國九十二年（2003年）7月4日完成電氣化:103、104。而後高雄到屏東的鐵路雙軌化（1983年－1987年）、電氣化及山線竹南豐原段改線與雙軌化工程（1987年－1998年）、臺北鐵路地下化（1983年－1989年:119）等改良工程也陸續進行:104、106。

### 產業鐵路與臺鐵支線的衰退
隨著公路運輸再次對鐵路運輸的挑戰以及產業的變遷，除了臺鐵由盈轉虧之外，各個產業鐵路也受到了衝擊。產業鐵路裡最主要的糖業鐵路在民國七十一年（1982年）8月17日北港糖廠嘉義線停辦後退出客運市場:111，而對外貨運亦隨時代變遷而停辦:206。而台糖的原料運輸也從臺東糖廠開始使用卡車運輸，民國七十年代（1980年代）原料的公路運輸量已占總運量的四成多:210、211。臺灣鹽業鐵路則是在民國七十六年（1987年）拆除七股鹽場內的鐵路:175，民國八十四年（1995年）8月18日布袋鹽場鹽鐵停駛後走入歷史:182。林業鐵路也隨著林業結束失去原有作用，阿里山在民國五十二年（1963）停伐後，林場線在民國六十七年（1978年）全部停駛，部分路段轉為觀光用途:192，太平山林場在可說是「平地段」的羅東林鐵於民國六十八年（1979年）8月1日停駛後，林場線也在兩年後全部停駛:198。至於礦業鐵道也隨著礦坑的停產而廢棄，在民國九十年（2001年）1月裕豐煤礦將最後一臺運煤臺車拖出礦坑後，結束了臺灣126年的機械採煤史。這些產業鐵路後來有部分路段基於觀光用途而復駛，如糖業鐵路有自民國九十年（2001年）12月22日於烏樹林糖廠營運的新港東線:156，林業鐵路除了阿里山森林鐵路外還有太平山森林鐵路，礦業鐵路也有臺灣煤礦博物館（原新平溪煤礦）的復駛路線。
而除了產業鐵路的逐漸停駛，臺鐵的一些支線也因為各種因素而停駛。新店線因營運問題在民國五十四年（1965年）3月20日時停駛:24，而淡水線則是因為台北捷運而在民國七十七年（1988年）7月16日正式廢止:119，中和線則是在民國七十九年（1990年）9月23日停駛:34，隔年（1991年）東港線在2月28日開出最後客運列車:52，東勢線在8月31日開行末班車後於次日宣告停駛:42。而臺東線通往花蓮舊站與臺東舊站的鐵路也先後廢除。

### 捷運與高鐵的出現

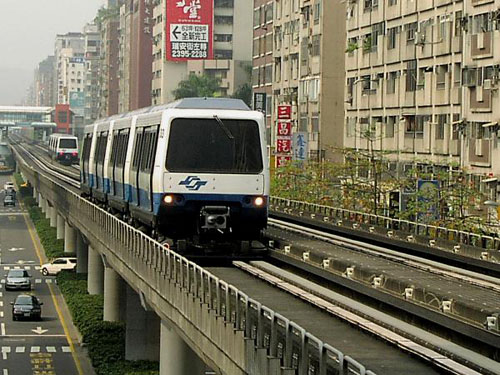
台北捷運木柵線（今文湖線）

在過去臺灣一直沒有標準軌距（1435mm）的鐵路，直到台北捷運（淡水線）採用標準軌後臺灣才有了標準軌:12。台北捷運的木柵線是臺灣最早通車的捷運路線，於民國八十五年（1996年）3月28日試營運通車:24。而到了民國八十九年（2000年）年底，台北捷運路網總長為65.1公里，由木柵、淡水、新店、南港、板橋等路線構成初期的雙十字型路網，而在內湖線（後與木柵線合稱文湖線）通車後，臺北市12個行政區都有捷運經過。蘆洲線通車後（2010年），台北捷運的營運里程已超過100公里。
台灣高速鐵路於民國九十六年（2007年）1月5日板橋到高雄左營通車，2月1日正式營運，3月2日通車到臺北:104。不過高速鐵路的構想在臺灣可追溯至民國七十六年（1987年）:114，當時臺鐵提出了「興建臺灣南北超級鐵路計畫」，計畫沿著西部幹線平行路廊興建時速250公里的高速鐵路:99。後來在民國七十九年（1990年）正式成立了交通部高速鐵路工程局籌備處，進行先期籌畫工作:114:100。而在高速鐵路仍處於官辦時期，傾向與歐洲廠商合作:101，但後來中華民國立法院質疑高鐵興建問題，在民國八十四年（1995年）中央政府總預算審議二讀時刪除了高鐵籌備處與預算:102。隔年（1996年）高鐵案採用BOT模式進行招標，最後形成中華開發銀行主導的「中華高鐵聯盟」（與日本新幹線合作）與大陸工程為首組成的「台灣高鐵聯盟」（與亞斯通、西門子等歐洲廠商合作）在競爭，最後由台灣高鐵勝出:102。但後來台灣高鐵與歐洲高鐵聯盟的合作生變，在民國八十九年（2000年）改與日本新幹線簽訂核心機電系統合約:115。高鐵的通車，使得臺灣西部形成了一個「一日生活圈」:104。
而在台北捷運出現之後，臺灣的另一個直轄市——高雄市也在民國九十年（2001年）開始興建捷運，南北向的紅線在民國九十七年（2008年）4月通車，東西向的橘線則在同年8月通車，兩條路線呈十字型在美麗島站交會。而後高雄市政府計畫利用高雄臨港線興建環狀捷運路線，採用輕軌系統，曾在中央公園舉辦試乘會（2003年年底－2004年年初），而後在民國九十八年（2009年）時於該系統的預定路廊先行駛「168環狀幹線」公車，以在興建輕軌前先培養客源，而高雄捷運環狀線分兩階段興建，其中第一階段預計於民國一〇四年（2015年）年底通車，第二階段則因部分路段與利用台鐵廊道，將在高雄市區鐵路地下化計畫完工後動工。
而對於捷運與高鐵的出現，臺鐵開始有「捷運化」的政策出現，即利用既有路線為通勤走廊，新設通勤車站服務在地居民。自民國八十七年（1998年）設立大慶車站後，開始出現一系列的通勤車站。而由於平面鐵路在都市裡阻礙兩側的往來，平交道事故也成為主要的安全隱憂，故政府積極推動「都會區鐵路立體化」政策，使得臺灣各都會區繼臺北之後也開始進行鐵路的高架或地下化，此外東部地區的鐵路也逐步進各種改良工程。而由貨運量減少，基隆臨港線與高雄臨港線也逐漸停駛走入歷史，而基隆臨港線在民國九十二年（2003年）停駛後只留下西一至四碼頭連絡線供臺鐵車輛上下船，然而，今日已完全斷軌，國外進口車輛改於臺中港、花蓮港下船。
臺灣中部直轄市臺中市第一座臺中捷運民國一百一十年（2021年）4月25日正式通車營運。